# Uerdingen
Uerdingen [ˈyːɐ̯.dɪŋ.ən] ist ein Stadtteil und Bezirk der kreisfreien Stadt Krefeld mit etwa 18.000 Einwohnern. Der Ort erhielt im Jahr 1255 Stadtrechte und wurde 1929 Teil von Krefeld-Uerdingen am Rhein. Bekanntheit erreichte er durch Erzeugnisse der Weinbrennerei Dujardin, den Uerdinger Schienenbus, ein Werk des Chemiekonzerns Bayer und den Fußballverein KFC Uerdingen 05.

## Geographie

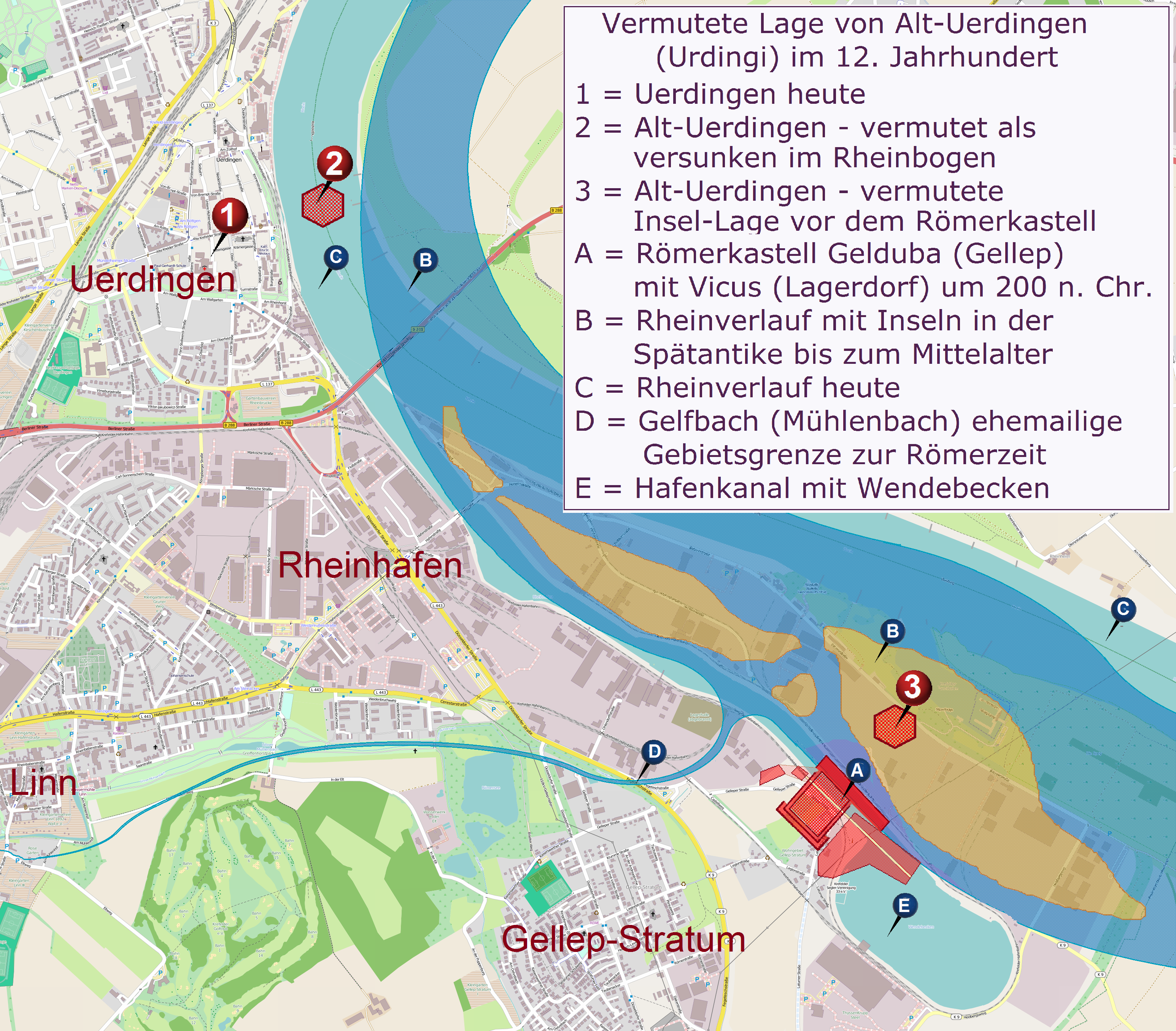
(1) = Uerdingen heute / Alt-Uerdingen bis 1284: (2) = vermutete Lage im jetzigen Rheinbett; (3) = vermutete Lage beim Römerkastell Gellep

Uerdingen grenzt im Westen an die Krefelder Stadtteile Bockum, Gartenstadt und Elfrath, im Nordwesten an Krefeld-Traar, im Norden an Duisburg-Rumeln-Kaldenhausen, im Nordosten an Krefeld-Hohenbudberg und Duisburg-Rheinhausen, im Osten an das auf der anderen Rheinseite gelegene Duisburg-Mündelheim sowie im Süden an den Krefelder Stadtteil Linn. Uerdingen hat eine 3,7 km lange Rheinfront; der Ort liegt bei Rheinkilometer 765. Der heutige Stadtbezirk Krefeld-Uerdingen erstreckt sich weiter nach Süden und umfasst auch einen schmalen Streifen des Stadtteils Linn im Bereich des Rheinhafens und daran anschließend den Stadtteil Gellep-Stratum; er grenzt somit auch an den Krefelder Stadtteil Oppum und die Meerbuscher Stadtteile Ossum-Bösinghoven, Lank-Latum und Nierst.
Für die geographische Lage des alten Uerdingen vor der Neuentstehung an heutiger Stelle gibt es zwei nicht gesicherte Annahmen:
- eine Lage östlich vor der Stadtmauer des heutigen Uerdingen, eine Siedlung entstanden aus dem Römerlager Castra Ordeonii exakt an der alten Römerstraße gelegen. Der Rhein floss im Mittelalter weiter östlich, bevor er infolge Überschwemmungen und Eisgang sein Bett nach Westen verlagerte und die Stadt nach und nach in den Fluten versank.[3]
- eine Lage nahe dem ehemaligen Römerkastell Gelduba bei Krefeld-Gellep; auf den Resten der auf eine Vorinsel verlegten Zivilsiedlung des alten Römerkastells, wo die Franken später ein Dorf errichteten – an einem „Orth“, nämlich der spitz zulaufenden Einmündung des heutigen Mühlenbaches. Daraus könnte im hohen Mittelalter das alte Uerdingen (Oorthdingi) entstanden sein. Die Insel wurde durch Rheinverlagerungen im 12. Jahrhundert zu Festland, das durch ständige Überschwemmungen schließlich unbewohnbar war.[3][4]

## Geschichte

### Altertum und Frühmittelalter
Funde belegen die Anwesenheit der Römer auf dem Gebiet des heutigen Uerdingen. Ein sechsteiliger römischer Grabesfund aus dem 2. bis 3. Jahrhundert ist seit 1868 als Uerdingen Hoard im Britischen Museum in London ausgestellt. Eine Herleitung des Ortsnamens Uerdingen vom römischen Feldherrn Marcus Hordeonius Flaccus, der hier ein befestigtes Lager namens Castra Ordeonii unterhalten haben soll, gilt als unwahrscheinlich. Um das Jahr 400 zogen sich die Römer zurück, Franken rückten nach. Möglicherweise leitet sich daher der Name von den altfränkischen Begriffen Ord/Oorth und Ding/Thing ab, umgeformt zu den Schreibweisen Ortdingi, Ordingen, Urdingi zu Uerdingen. Ord/Oorth ist eine zulaufende Spitze, z. B. einer Sandbank im Rhein oder bei der Einmündung eines Nebenflusses oder Baches in einen Hauptfluss.
Die erste urkundliche Erwähnung erfolgte mit Undingi, verschrieben statt Urdingi, in einem um 900 angelegten Urbar der Abtei Werden.

### Hoch- und Spätmittelalter
Im 12. Jahrhundert befand sich das alte Uerdingen im Besitz des Erzstifts Köln. 1176 unterlag die Gerichtsherrschaft der Vogtherrschaft Hohenbudberg. Im Jahre 1255 erhielt (Alt-)Uerdingen durch Erzbischof Konrad von Hochstaden die Stadtrechte. Wahrscheinlich existierte zu diesem Zeitpunkt bereits eine Kapelle, was sich aus einer Schenkungsurkunde durch Erzbischof Siegfried von Westerburg erkennen lässt. Ebenso ist 1255 urkundlich ein Henricus Fermentarius (= Grüter, von Grut) als Zeuge belegt und gilt damit als frühester Nachweis über das Bierbrauen in Uerdingen.
Nach einer Überschwemmung – wahrscheinlich im Februar 1284 – wurde die alte Stadt aufgegeben und weiter westlich eine neue, befestigte Stadt erbaut, entsprechend dem damaligen kurkölnischen städtebaulichen Verständnis einem nach Norden stehenden Rechteck ähnlich. 1285 wurde Uerdingen selbständige Pfarre und 1290 von Erzbischof Siegfried von Westerburg am neuen Platz wiederum als Stadt privilegiert und zum kurkölnischen Amt. 1297 wurde ein erster Amtmann von Liedberg und Uerdingen erwähnt, Ritter Rembodo von Budberg. Das Amt Uerdingen umfasste nun die Honschaften Verberg, Rath, Vennikel und Hohenbudberg.
1306 wurde die erste Schule gegründet. 1314 wurde das große Stadtsiegel erwähnt und 1317 ein Bürgermeister. Uerdingen war neben Rheinberg viele Jahrzehnte die nördlichste kurkölnische Stadt am Rhein und ihr Zoll politisch bedeutend, so dass sie mit einer 1333 erstmals erwähnten Stadtmauer befestigt wurde. Die Rheinseite wurde mit einer Burg Uerdingen gesichert. Um 1380 wurde das Hospital zum heiligen Michael von Uerdinger Bürgern gegründet. 1381–1383 wurde die Kapelle zur dreischiffigen Kirche St. Peter ausgebaut. Weil die Pest Uerdingen nicht erreichte, wich die geistliche Obrigkeit aus Köln zeitweise nach Uerdingen aus.
1424 wurde die Stadt an den Grafen von der Mark verpfändet, 1430 weiter an den Bischof von Münster in Westfalen. 1436 wurde die Stadt wieder eingelöst und an Arnd von Brempt verpfändet. Durch die „Drei Uerdinger Weisthümer“ aus dem Jahre 1454 ist die eigenständige Gerichtsbarkeit mit Schultheiß und Schöffen belegt. 1463 wurde durch den Erzbischof von Köln verfügt, dass Bier für den freien Verkauf ausschließlich in der Stadt und nicht im Umland gebraut werden durfte. In Neuss wurde nachweislich im Jahre 1493/94 der erste bekannte Hexenprozess gegen Elsgen von Uerdingen durchgeführt. 1502 wurde die Adelsfamilie Viermund-Neersen mit der Vogtei Uerdingen belehnt.

### Neuzeit

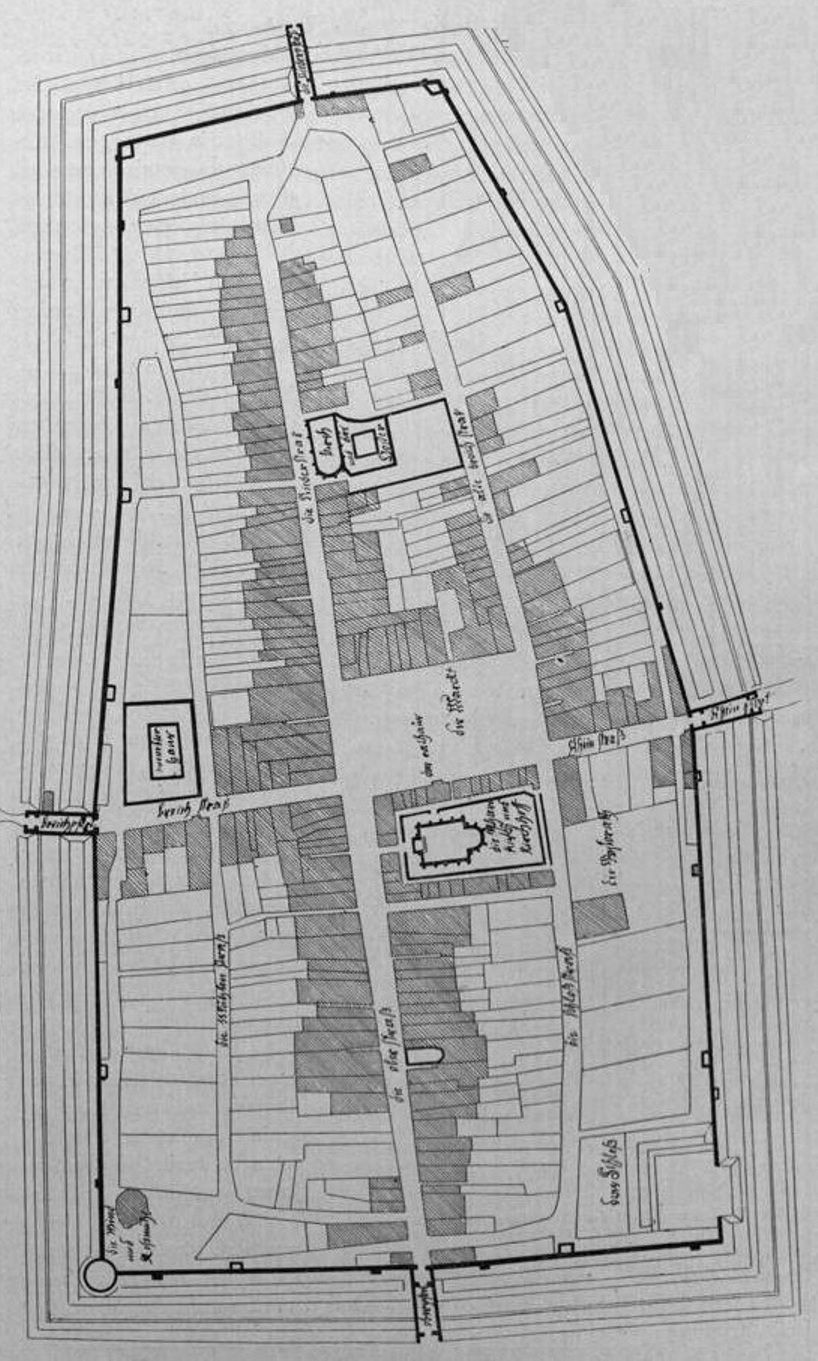
Stadtplan 1724

In Uerdingen gab es seit Mitte des 15. Jahrhunderts verschiedene Bruderschaften und Zünfte. Es bestand ein Wochenmarkt; bis zur Mitte des 19. Jahrhunderts kamen weitere Märkte hinzu. Die Landwirtschaft hatte stets untergeordnete Bedeutung und deckte überwiegend den eigenen Bedarf der Einwohner. Berichte aus dem Jahr 1569 erwähnen 700 Kommunikanten und 185 Häuser innerhalb der Stadtmauern. Seit Mitte des 16. Jahrhunderts bildete das Amt Uerdingen mit dem Amt Linn ein Doppelamt.
1583 fand eine Plünderung und Brandschatzung unter anderem des Pfarrhauses statt. 1584 gab es einen Stadtbrand, während die Besatzungen der Stadt im Truchsessischen Krieg bzw. Kölnischen Krieg ständig wechselten. Für 1589 ist ein Hexenprozess in Uerdingen belegt. Am 2. Juli 1625 wurde die Stadt, vom Dreißigjährigen Krieg bis dahin weitgehend verschont, durch Truppen des Peter Ernst II. von Mansfeld überfallen. In der Endphase des Dreißigjährigen Kriegs wurde die Stadt 1641 von den Hessen vergeblich belagert. Am 14. Januar 1642 wurde Uerdingen gemeinsam von den aus Wesel kommenden protestantischen brandenburgisch-weimarischen und französisch-hessischen Truppen überfallen. Nach drei Tagen des katholischen, kaiserlich-kölnischen Widerstands wurde sie eingenommen. Ab dem 17. Januar 1642 fand die Schlacht auf der Kempener Heide statt, in deren Folge Uerdingen im kurkölnischen Herrschaftsbereich verblieb.
1631 wurde eine Lateinschule errichtet, das (Fabritianum). 1650 beschloss Kurfürst Ferdinand von Bayern (1577–1650) im Einvernehmen mit dem Uerdinger Magistrat die Einrichtung eines Konvents der Franziskaner (OFM)-Observanten von der dritten Ordensregel. Die Grundsteinlegung erfolgte 1656; es bestand bis zur linksrheinischen Säkularisation 1802.
Im Pfälzischen Erbfolgekrieg siegten die vereinten holländischen und brandenburgischen Truppen unter Kurfürst Friedrich dem III. von Brandenburg am 12. März 1689 in der Schlacht bei Uerdingen gegen die Franzosen, womit der weitere Vorstoß über Haus Meer und Neuss bis zur Belagerung von Bonn (1689) möglich wurde. Ende des 17. Jahrhunderts änderte der Rhein bei Rheinberg seinen Lauf und entfernte sich von der Stadt. Die dortige kölnische Rheinzollstätte wurde daher 1692 geschlossen und nach Uerdingen verlegt. 1701–1715 durchzogen Truppen im Zuge des Spanischen Erbfolgekriegs die Stadt. 1714–1725 wurde das bis heute erhaltene Uerdinger Rathaus erbaut. 1740 herrschte schwerer Eisgang auf dem Rhein, am 29. Februar 1784 ein historisches Hochwasser. In der Nacht zum 16. Juni 1801 wurde der Räuber Anton Häuser aus Uerdingen (Mitglied der Crefeld-Neusser Bande) in Viersen bei einem Einbruch erschossen.
Mit dem Herbstfeldzug 1794 begann die Besatzungszeit durch die Soldaten der französischen Revolutionsarmee. In der Nacht vom 5. auf den 6. September 1795 setzen sie bei Uerdingen mit einem Heer von 45.000 Soldaten auf das rechte Rheinufer über und besiegten die österreichischen Gegner. Bis 1802 kam es zur vollständigen Eingliederung des Niederrheins in das französische Reich. Uerdingen wurde eine Mairie mit einem Maire (Bürgermeister) nach französischem Vorbild und Sitz des Kantons Uerdingen, der zum Arrondissement Krefeld des Rur-Departements gehörte. Der Kanton Uerdingen umfasste außerdem noch die Mairien Bockum, Fischeln, Friemersheim, Langst, Lank, Linn, Osterath und Strümp.
1804 zog Napoleon Bonaparte durch Uerdingen, das damals 1629 Einwohner hatte. Er übernachtete in einem Hotel gegenüber dem Haus „Zur Krone“. Ende Oktober 1811 besuchte Kaiserin Marie-Louise von Österreich auf dem Weg von Nimwegen nach Düsseldorf die Rheinstadt anlässlich einer Musikveranstaltung.
1814 marschierten während der Befreiungskriege gegen Napoleon I. russische Kosaken ein. Ein Jahr später begann die preußische Herrschaft. Aus der französischen Mairie Uerdingen wurde die preußische Bürgermeisterei Uerdingen. 1817 gab es wieder eine schwere Hungersnot und Überschwemmung. Auch 1819, 1824 und 1825 brachte der Rhein Überschwemmungen. Uerdingen hatte 1825 bereits 2064 Einwohner.

### Industrialisierung und Gründerzeit
Der Rhein spielte für die wirtschaftliche Entwicklung Uerdingens eine Schlüsselrolle. Infolge der Abwendung des Rheinverlaufs von Rheinberg wurde der Uerdinger Landeplatz Anfang des 18. Jahrhunderts der erste Anleger für niederländische Schiffe im Kölner Erzstift. Hier wurden Salz, Kolonialwaren, Kohlen und Baumaterial für das westliche Umfeld um Kempen, Mönchengladbach und den Jülicher Raum umgeschlagen. Am 7. September 1807 gründete sich aus der Uerdinger Oberschicht die Casino-Gesellschaft. Im Jahre 1810 wurde das Unternehmen Dujardin & Co. gegründet. 1832 wurden die drei Herberzhäuser gebaut, die später zum Rathaus, zur Apotheke und zum Amtsgericht, letzteres wieder später zur Stadtbücherei werden sollten. 1829 wurde die Spedition Theodor Müncker gegründet, 1830 die Spedition Erlenwein. 1833 feierte die Casino-Gesellschaft die Grundsteinlegung ihres Gesellschaftshauses am Rhein. Im Jahr 1845 zählte Uerdingen 2988 Einwohner.
Am 1. Juli 1848 wurde die Städtische Sparkasse Uerdingen gegründet. Die Ruhrort-Crefeld-Kreis Gladbacher Eisenbahn verband Uerdingen ab Mitte Oktober 1849 mit Homberg (Duisburg) und Gladbach. Schon 1854 reichte diese Eisenbahnlinie von der belgischen Grenze über Aachen und auf der anderen Seite über das Trajekt Ruhrort–Homberg bis Oberhausen. Um 1854 wurden erste feste Ufermauern am Rhein gebaut. Im Jahr 1855 investierte ein Konsortium von Finanziers aus Uerdingen und Frankreich (Societé du mines et fonderies du Rhin, Detilleux & Cie.) in den Ruhrbergbau mit der Gründung der Gewerkschaft „Neu-Uerdingen“ in Gelsenkirchen-Ückendorf; 1873 erfolgte die Umbenennung in Gewerkschaft „Alma“ (nach der Zeche Alma), nachdem die Uerdinger Gewerken ihre Anteile verkauft hatten.
Seit 1856 galt die Rheinische Städteordnung. Ab 1859 ließ der Zuckerfabrikant Eduard Frings auf einem etwa zehn Hektar großen Hanggelände zwischen Oberwinter und Remagen Schloss Marienfels als Familiensommersitz erbauen. Augusto Berns, ein ausgewanderter Weinhändlersohn aus Uerdingen, gehört zu den Entdeckern der peruanischen Inkastadt Machu Picchu.
1864 wurde unter Kaplan Schumacher die Kolpingfamilie Uerdingen (Kolpingwerk) als Gesellenverein gegründet. 1866 wurde die Höhere Stadtschule (ab 1955 Fabritianum) eingeweiht. Im Jahr 1869 wurde die Freiwillige Feuerwehr Uerdingen gegründet. Zwischen 1830 und 1880 wurde die Rheinstadt wiederholt von Pocken und Typhus heimgesucht. 1875 wurde das St.-Joseph-Hospital eingeweiht, nachdem das Hospital zum hl. Michael (heute Klöske) bereits seit 1815 den gewachsenen Ansprüchen und Krankenzahlen nicht mehr gewachsen war und die Krankenpflege seit 1815 im ehemaligen Franziskanerkloster an der Niederstraße durchgeführt wurde. Von 1866 bis 1962 betreuten Cellitinnen aus Köln das Krankenhaus.
Bis 1877 wurden die Stadttore abgerissen, zuletzt das Obertor mit der darin untergebrachten Schmiede Josef Dedens. Dies förderte den immer wichtiger werdenden Nord-Süd-Verkehr durch die Stadt. Im gleichen Jahr gründete Edmund ter Meer sein Unternehmen Dr. E. ter Meer & Cie. zur Herstellung von Teerfarben, das später in der I.G. Farben aufging und nach 1945 zur Bayer AG gehörte. 1887 und 1888 erhielt das sich am Rhein entlang ziehende Werft mit seinen Flächen für Lager, Umschlag und Schiffbau im Wesentlichen seine heutige Form.
Seit 1884 betrieb die Stadt Krefeld mit ihrer Crefeld-Uerdinger Localbahn AG Dampfbahn-Verbindungen zwischen Uerdingen und Krefeld. 1898 wurde durch die Casino-Gesellschaft die Waggonfabrik Uerdingen gegründet, deren Werk heute zur Siemens AG gehört. Uerdingen erhielt den städtischen Schlachthof an der Parkstraße. Weitere bedeutende Industrie- und Handelsbetriebe wurden gegründet, darunter die Büttner-Werke (später Büttner-Schilde-Haas AG, danach Babcock-BSH), das Bleiwerk Gustav Röhr, das Ölwerk Alberdingk Boley, der Speiseölhersteller F. Holtz & R. Willemsen, eine Kathreiner-Malzkaffeefabrik und die Zuckerraffinerien Schwengers & Söhne sowie Lüps & Melcher. Die Unternehmen legten in ihrer Nähe Wohnsiedlungen für die Arbeiter und Angestellten und deren Familien an, um sie an ihre Arbeitgeber zu binden. Die Häuser waren meist mit Gärten ausgestattet und dienten zur Eigenversorgung mit Kartoffeln, Gemüse und Kleintieren. Solche Siedlungen entwickelten sich besonders im Uerdinger Norden mit den Wohnungen der Waggonfabrik und der Ter-Meer-Siedlung, die seit 1994 unter Denkmalschutz steht.
Um 1900 gab es drei Brauereien (Jac. & Jos. Horster, Ludw. & Frz. Wwe. Lentzen, Anton Wwe. Schmitz). Nach der Eingemeindung Linns nach Krefeld 1901 nahm die Bedeutung des Uerdinger Rheinhafens zusehends ab, da nun die Waren für Krefeld und das Hinterland über den 1906 neu gebauten Rheinhafen Krefeld umgeschlagen werden konnten. Aufgrund der Expansion Uerdingens im Norden und zunehmender Industrialisierung wurde der alte Friedhof geschlossen und entwidmet. 1905 wurde der heutige große Friedhof an der Friedensstraße angelegt. Ein Restteil mit alten Grabsteinen besteht heute noch an der Duisburger Straße gegenüber dem Parkplatz der Siemens AG.
1905 wurde der FC Uerdingen 05 gegründet. Die Stadt hatte inzwischen 7887 Einwohner. Mit Vollendung des Stadtbads (1907) und des Stadtparks (1910), der Stadtbücherei (1914) und der katholischen Kirche St. Heinrich (1915), dem modernen Schlachthof und dem Pumpwerk wurde der Wohlstand der Stadt sichtbar. Während der belgisch-französischen Besatzung in den Nachkriegswirren des Ersten Weltkriegs wurde auch Uerdingen 1923 von Separatisten besetzt, um eine Rheinische Republik zu erreichen. Ab 1924 vertrieb der Uerdinger Apotheker August Diedenhofen (Apotheke am Markt) seine selbst entwickelten „Trocken-Exspektorans“ unter dem Markennamen Rheila-Hustenperlen. 1925 fanden in vielen Städten am Rhein, so auch in Uerdingen, große Umzüge zur 1000-Jahr-Feier der Rheinlande statt. 1929 hatte Uerdingen 14.500 Einwohner.

### Kommunale Neuordnung
1927 begann die Planung einer kommunalen Neugliederung, die auch den mittleren Niederrhein umfasste. Nach zähen Verhandlungen zwischen den Bürgermeistern Wilhelm Warsch für Uerdingen und Johannes Johansen für Krefeld wurde am 12. Dezember 1928 der Vertrag über einen zweckverbandsmäßigen Zusammenschluss der Städte Krefeld und Uerdingen am Rhein (Vereinigungsvertrag) unterzeichnet. Unter dem gemeinsamen Dach Krefeld-Uerdingen am Rhein sollten beide Städte ihre Verwaltung in einem Zeitraum von 15 bis 30 Jahren weitestgehend zusammenführen, jedoch als Körperschaften fortbestehen.
Diese Regelungen gingen auch in das Gesetz über die kommunale Neugliederung des rheinisch-westfälischen Industriegebiets vom 29. Juli 1929 ein. Die Konstruktion, bestehend aus einem Dach als Stadtkreis und zwei noch auf längere Zeit selbständigen Stadtteilen als Körperschaften, führte zu einer „im deutschen Kommunalverfassungsrecht bis heute einzigartigen Konstruktion“, schrieb der Krefelder Verwaltungshistoriker Joachim Lilla. Sie dauerte bis zum 1. April 1940, als im Zuge von Führerprinzip und Kriegswirtschaft die doppelten und dezentralen Strukturen aufgelöst und die Stadt in Krefeld umbenannt wurde.
Nach Kriegsende scheiterten Versuche Warschs, den Status Uerdingens zurückzugewinnen. Seit 1946 besaß Uerdingen allerdings eine Sonderstellung mit einem Bürgermeister, einer eigenen Ortssatzung und eigener Bezirksvertretung. Warsch schloss die erste Bezirksvertretungssitzung im Februar 1947 mit den Worten „Oeding blievt Oeding“. Die Sonderstellung Uerdingens innerhalb der Stadt Krefeld wurde 1975 im Zuge der Gebietsreform in Nordrhein-Westfalen weitgehend abgeschafft. Die kurzzeitige Doppelstadt zeigt sich noch heute im Krefelder Stadtwappen, dessen hinterer Teil u. a. aus dem Uerdinger Wappen besteht.

### Nationalsozialistische Zeit
1933 begannen Planung und Bau der Uerdinger Rheinbrücke nach dem Entwurf von Friedrich Voß. Am 7. Juni 1936 wurde die Brücke unter dem Namen Adolf-Hitler-Brücke in Vertretung durch Rudolf Heß eröffnet. Beim Bau der Stützpfeiler wurde 1935 ein 27 Millionen Jahre alter versteinerter Schädel des Zahnwals Patriocetus gefunden, heute im Ruhr Museum Essen.
Am 30. November 1937 lief das Motor-Frachtschiff MS Uerdingen bei den Lübecker Flender-Werken vom Stapel. Es war das modernste Schiff dieser Klasse (1200 BRT) und fuhr für die Ernst Russ Reederei im Rhein-See-Dienst. Im Zweiten Weltkrieg fuhr das Schiff als U-Boot-Tender (U-Boot-Begleitschiff) ebenfalls unter dem Namen Uerdingen. Es war in der Ostsee im Raum Gotenhafen (Gdynia) / Danzig (Gdansk) stationiert, wo es der 8. U-Flottille unterstand. In den letzten Kriegsmonaten wurde die Uerdingen wiederholt im Verband zur Evakuierung von Flüchtlingen in der Ostsee eingesetzt.
Am Nachmittag des 10. November 1938 wurde im Zuge der Novemberpogrome die Uerdinger Synagoge zerstört, ein 1841 errichtetes jüdisches Bethaus hinter der Bruchstraße 2 (Gedenktafel), wobei wegen der Brandgefahr die Gegenstände aus dem Bethaus auf dem naheliegenden Marktplatz verbrannt wurden. Um 22.45 Uhr desselben Tages wurde das Ende des Pogroms offiziell verkündet. Das Bethaus wurde danach abgerissen.
Im Zuge des sogenannten Führer-Sofortprogrammes vom 10. Oktober 1940 wurden in Uerdingen vier kommunale Hochbunker (Arndtstr./Lindenplatz, Löschenhofweg, Heinrichsplatz, Zentralbunker Am Röttgen) und ein kommunaler Stollenbunker (unter dem Marktplatz) errichtet. Am 21. und 22. Juni 1943 kam es zu einem verheerenden Luftangriff durch die alliierten Streitkräfte auf das benachbarte Krefeld. Die Uerdinger Altstadt wurde während des Krieges durch Luftangriffe nur teilweise zerstört. Ein Ziel der Angriffe war hingegen die Uerdinger Industrie. Dazu gehörte das inzwischen zu den IG Farben gehörende Chemiewerk (später an Bayer). Hier wirkte mit Fritz ter Meer ein Mann, der Wehrwirtschaftsführer war und in den Nürnberger Prozessen als Kriegsverbrecher verurteilt wurde. Weitere Ziele waren die Waggonfabrik Uerdingen, die unter anderem gepanzerte Eisenbahngeschütze herstellte und die Firma Boley & Co. als einziger Hersteller eines Flugbenzinzusatzes, der den Flugzeugen der Luftwaffe das Fliegen in größeren Höhen ermöglichte. Die Uerdinger Stadtmitte hat es in der Bombennacht vom 22. zum 23. August 1943 getroffen. Den etwa 3/4-stündigen Luftangriff führten etwa 350 alliierte Flieger auf dem Rückflug nach Großbritannien aus, die bereits vorher Leverkusen und das südliche Ruhrgebiet angeflogen hatten. Dabei wurde die St.-Peter-Kirche bis auf die Grundmauern zerstört.
Der Krefelder Oberbürgermeister Heuyng und andere Amtsträger der städtischen NS-Spitze flohen am 1. März 1945 von Uerdingen über den Rhein nach Wuppertal. Denn Anfang März 1945 rückten amerikanische Truppen der 9. US-Armee (2. US-Panzerdivision) im Rahmen der Operation Grenade auf die Rheinstadt zu. Ziel war die Eroberung der Uerdinger Rheinbrücke. Am 2. März stießen US-Panzer in den Süden und Osten von Krefeld und es begann die Beschießung Uerdingens. Am 3. März verstärkte die Wehrmacht (u. a. durch Teile der 3. und 2. Fallschirmjäger-Division, Panzer-Lehr-Division) ihre Verteidigungsposition in Uerdingen, Stratum und entlang des linken Rheinufers. Es kam zu schweren Kämpfen, wobei die Uerdinger Innenstadt besondere Zerstörungen erlitt. In deren Verlauf gelang den Amerikanern der Durchbruch bis auf die Rheinbrücke, wo sie aber wegen eines vier Meter großen Loches in der Fahrbahn wieder abdrehen mussten. Im Morgengrauen des 4. März schafften es sechs US-Soldaten auf die Ostseite der Brücke, um festzustellen, dass dieser Teil erheblich beschädigt und für Fahrzeuge unbrauchbar war. Sie waren die ersten alliierten Soldaten, die eine Rheinbrücke überquerten. Kurz nach ihrer Rückkehr sprengten gegen 6 Uhr deutsche Pioniere mittels eines mit Munition beladenen Lkws das Mittelstück der Brücke. Die linksrheinischen deutschen Truppen zogen sich nach Norden zurück. Für Arbeiten zur Verteidigung der Rheinbrücke bzw. des Brückenkopfes wurden in den letzten Kriegstagen Fremdarbeiter der umliegenden Unternehmen eingesetzt. Viele kamen dabei ums Leben.
Von Anfang März bis Ende Juni 1945 wurde Edmund Holtz von den Amerikanern als kommissarischer Bürgermeister von Uerdingen eingesetzt. Für die Bevölkerung der Stadt war der Krieg damit noch nicht zu Ende. Ab dem 19. März 1945 mussten rund 20.000 Bewohner ihre Häuser, Wohnungen oder Notquartiere für einen Monat verlassen. Die Militärregierung hatte die Evakuierung veranlasst, begründet mit bevorstehenden Bombardements von der rechten Rheinseite durch die deutsche Wehrmacht. Tatsächlich handelte es sich aber wohl eher um ein Täuschungsmanöver der Alliierten, um von ihrem geplanten Rheinübergang bei Wesel abzulenken. Erst am 13. April 1945 marschierten die Amerikaner, von Norden kommend, in das auf der anderen Rheinseite liegende Duisburg-Mündelheim ein.
Das Uerdinger Ehrendenkmal des Bildhauers Peter Stammen am Wallgarten, heute für die Opfer beider Weltkriege, verzichtet – untypisch für die Zeit seiner Errichtung um 1930 – weitgehend auf militärische Symbole und stellt einen Sämann dar, der auf dem Acker vergangener Kriege eine friedvolle Zukunft sät.

### Nachkriegszeit bis heute
Ab 1. Juli 1945 wurde der politisch unbescholtene Wilhelm Warsch erneut erster Beigeordneter der Stadt Krefeld und Bürgermeister von Uerdingen.
Am 5. Februar 1946 wurde auf einer Vorstandssitzung des CDU-Landesverbandes Rheinland in Uerdingen in den Räumlichkeiten des evangelischen Vereinsheims Konrad Adenauer zum CDU-Landesvorsitzenden gewählt. Damit begann seine politische Nachkriegskarriere.

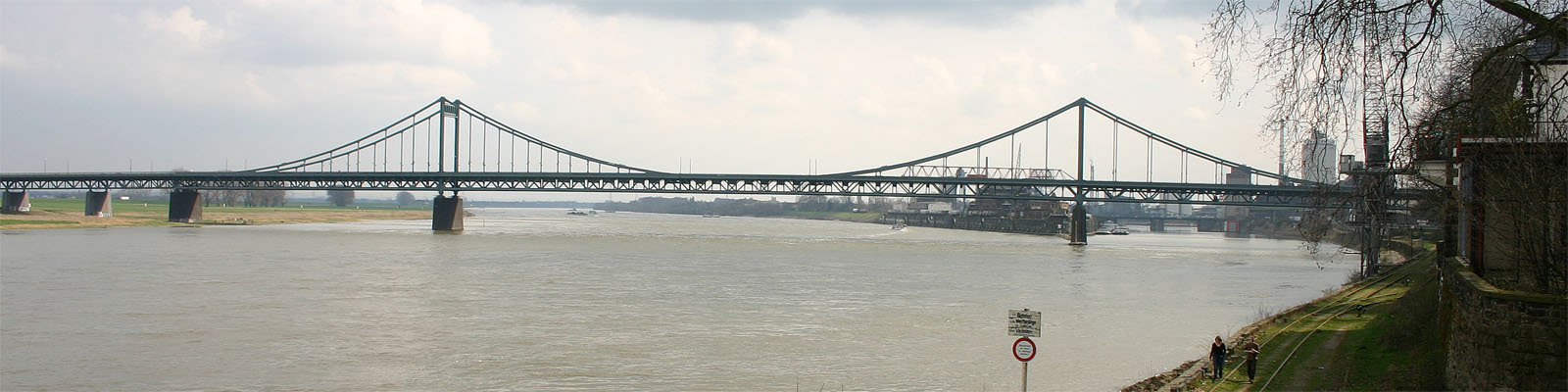
Rheinbrücke, Ansicht von der Uerdinger Rheinpromenade

Ab 1948 wurde die Rheinbrücke nach den alten Plänen wieder aufgebaut und am 4. November 1950 durch den Ministerpräsidenten von NRW Karl Arnold als „Krefeld-Uerdinger Brücke“ wiedereröffnet.
Nach der Zerstörung der Krefelder Innenstadt musste die Krefelder Bevölkerung durch die noch funktionsfähigen Wasserwerke in Uerdingen versorgt werden. Auf diesen misslichen Umstand bezog sich eines der ersten Uerdinger Karnevalslieder 1951 mit dem Titel „Wenn Oeding will, mot Kriewel verdrüje“ („Wenn Uerdingen will, muss Krefeld vertrocknen“) von Karl Fischer. Von 1952 bis 1954 wurde in der Nähe der Rheinbrücke, auf dem ehemaligen Gelände des Phrix-Werkes, ein in Europa einzigartiges Flusswasserwerk erbaut.
Am 5. März 1954 lief das Spezial-Weintankschiff MS Imperial (300 BRT) bei der Elmshorner Werft H.D. Kremer Sohn (Kremer-Werft) vom Stapel, das von der Weinbrennerei Dujardin & Co. in Auftrag gegeben worden war. Korrespondentreeder war Schepers Rhein-See-Linie. Das Seeschiff verband die Weinbrennerei Dujardin via Rotterdam mit den großen Weinhäfen Frankreichs.
Am 3. Mai 1959 wurde eine Flusspionierkompanie (FlußPiKp 732) aufgestellt und in Uerdingen beheimatet. Im September kam noch die FlußPiKp 733 hinzu. Später wurden beide in FlußPiKp 832 umbenannt und diese 1986 aufgelöst.

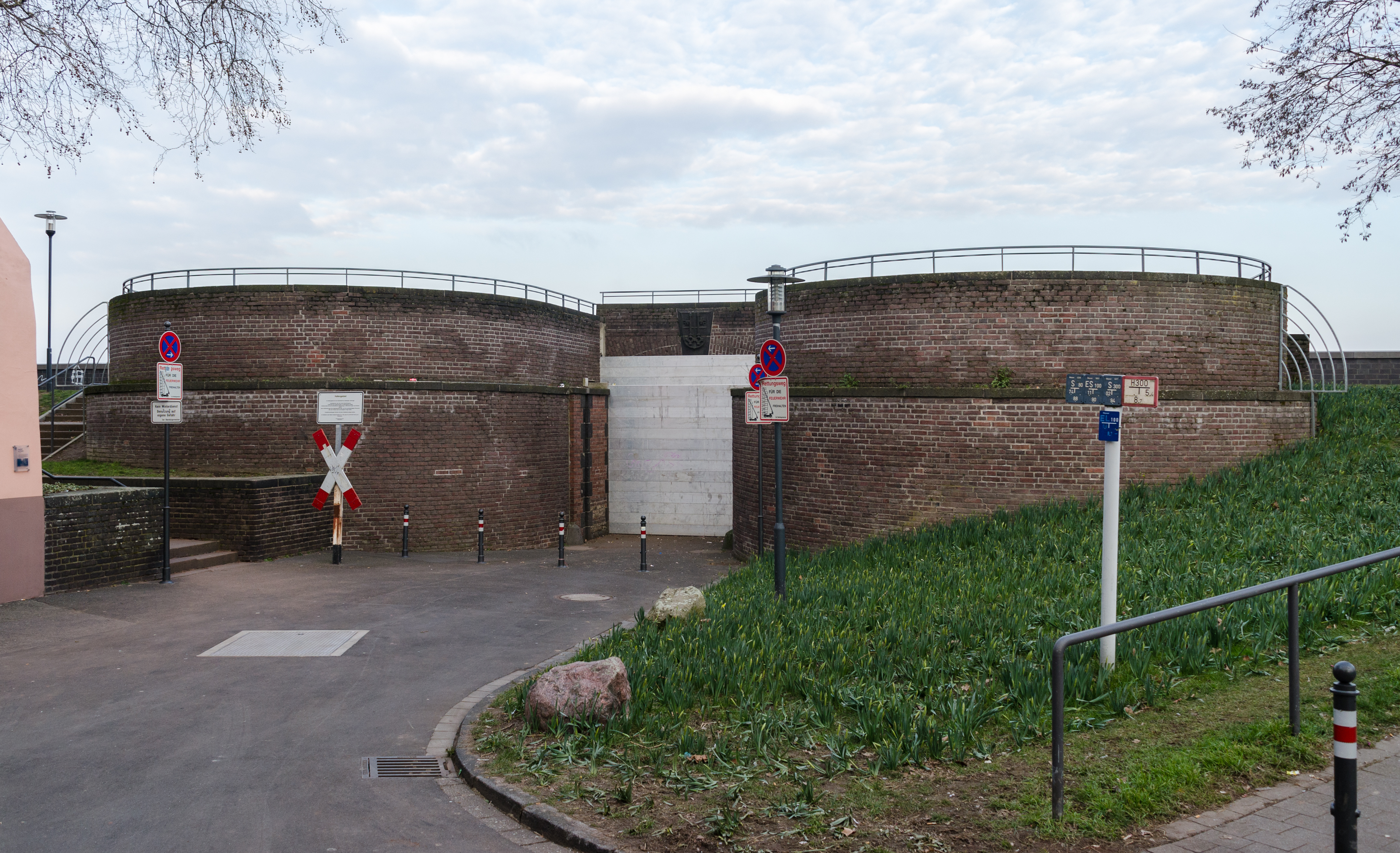
Mächtiges, geschlossenes Hochwasserschutztor „Rheintor“ (2018)

1961 wurde die Michaelskirche abgerissen und neugebaut. 1975 bis 1976 wurde das Amtsgericht Uerdingen aufgelöst. 1979 wurde die Uerdinger Fußgängerzone eingeweiht. Im Zuge der notwendigen Umbauarbeiten wurden zwei mittelalterliche Brunnen entdeckt. 2005 wurde das 750. Jubiläum der Verleihung der Stadtrechte mit einem großen mittelalterlichen Fest gefeiert. 2007 fand man bei der Umgestaltung des Bereichs Obertor/Wallgarten die Grundmauern des 1877 abgerissenen Obertores. In der Pflasterung wurden die Grundmauern für die Zukunft kenntlich gemacht. 2014 bis 2016 wurde im Rahmen des Hochwasserschutzes der Rheindeich in Uerdingen grundsaniert und seine Krone neu gestaltet.

## Mundart
Am nordöstlichen Stadtrand verläuft die Uerdinger Linie (Ik-Ich-Linie), eine wichtige deutsche Sprachgrenze. Südlich dieser Linie (einschließlich Uerdingen) wird das Personalpronomen ich als ech oder isch gesprochen, nördlich dieser Linie heißt es ek oder ick. Im Raum Krefeld verläuft die Grenze im Stadtteil Hüls und bei Rheinhausen/Moers.
In Uerdingen sprechen auch heute noch einige Einwohner „Oedingsch Platt“, einen lokalen niederfränkischen Dialekt. Vom „Krieewelsch“, dem Krefelder Dialekt, unterscheidet es sich. Hochdeutsch „ich habe“ heißt auf Oedingsch „ech han“, auf Kriewelsch „isch häb“. Im „Oedingsch Platt“ gibt es noch eigene Varianten wie z. B. das Ratsveedcher Platt, das überwiegend im Uerdinger Westen rund um den Lindenplatz gesprochen wird bzw. wurde. Ein Lied im Uerdinger Dialekt ist Oeding blievt Oeding (os Städtche am Rhien) von Andreas Otto Kickers (1936). Es ist auch bekannt als „Uerdinger Hymne“. Der Autor beschreibt das Leben und die Geschichte seiner Stadt und deren Bewohner.

## Politik

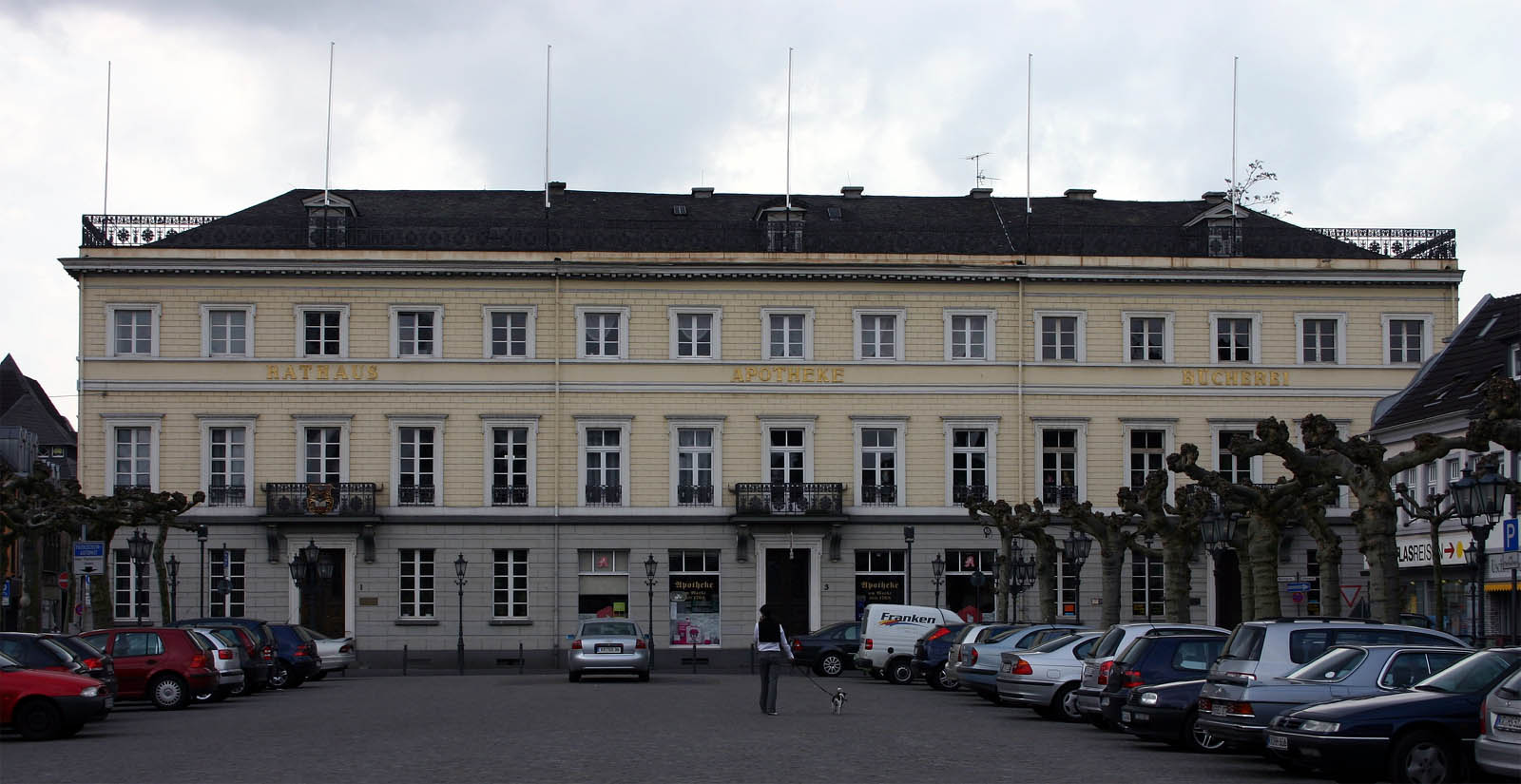
Klassizistisches Uerdinger Rathaus – heute sind dort das Bürgeramt und eine Apotheke untergebracht.

Bei Einführung des allgemeinen Wahlrechtes für Männer 1867 war die Bevölkerung aufgrund der katholischen Prägung und Gläubigkeit mehrheitlich zentrumsnah. Die Sozialdemokratische Partei und später die Kommunisten hatten es schwer, die Arbeiterschaft zu organisieren. Erst Anfang des 20. Jahrhunderts erreichten sie sichtbare Zuwächse bei den Wahlen. In der Weimarer Zeit bestand eine kleine anarcho-kommunistische Kommune von Filareto Kavernido mit dem Namen Freie Erde. Im Verlag Freie Menschen erschien 1921 das Heft Militarismus, Kommunismus und Antimilitarismus von Pierre Ramus. Seit 1945 ist die Wählerschaft mit wenigen Unterbrechungen sozialdemokratisch geprägt. Lediglich in der Uerdinger Stadtmitte kann die CDU regelmäßig die Mehrheit erreichen.
Der Stadtteil macht den größten Teil des Stadtbezirks Uerdingen aus. Zum Bezirk gehören außerdem Teile des Stadtteils Linn (Rheinhafen) und der gesamte Stadtteil Gellep-Stratum. Die Grenzen der Stadtbezirke Krefeld-Ost und Uerdingen sind nicht deckungsgleich mit den Stadtteilgrenzen Uerdingens, Bockums, Gartenstadts und Traars. Uerdingen ist in die Kommunalwahlbezirke 35 Uerdingen und 37 Uerdingen/Gellep aufgeteilt. 2008 wurden wesentliche Teile von Uerdingen-West (u. a. Kampstraße und Löschenhofweg) dem Wahlbezirk 28 Bockum zugeschlagen, was zu heftigem Protest in der betroffenen Uerdinger Bevölkerung führte.
Im November 2023 beschloss der Stadtrat von Krefeld, zum 1. November 2025 die Zahl der Stadtbezirke von 9 auf 5 zu reduzieren. Der Stadtbezirk Uerdingen geht dann in dem neuen Stadtbezirk Ost auf, so dass in der Verwaltungsgliederung der traditionelle Ortsname Uerdingen verschwindet.
Die Bezirksvertretung Uerdingen seit 2020
Gesamt (15 Sitze/100 %)
- SPD (5 Sitze/35,38 %)
- CDU (4 Sitze/28,48 %)
- Bündnis 90/Die Grünen (3 Sitz/17,58 %)
- Alternative für Deutschland (1 Sitz/5,34 %)
- UWG Freie Wähler (1 Sitz/4,62 %)
- FDP (1 Sitz/4,50 %)

Bezirksvorsteher: Jürgen Hengst

## Wappen, Flagge, Wahrzeichen

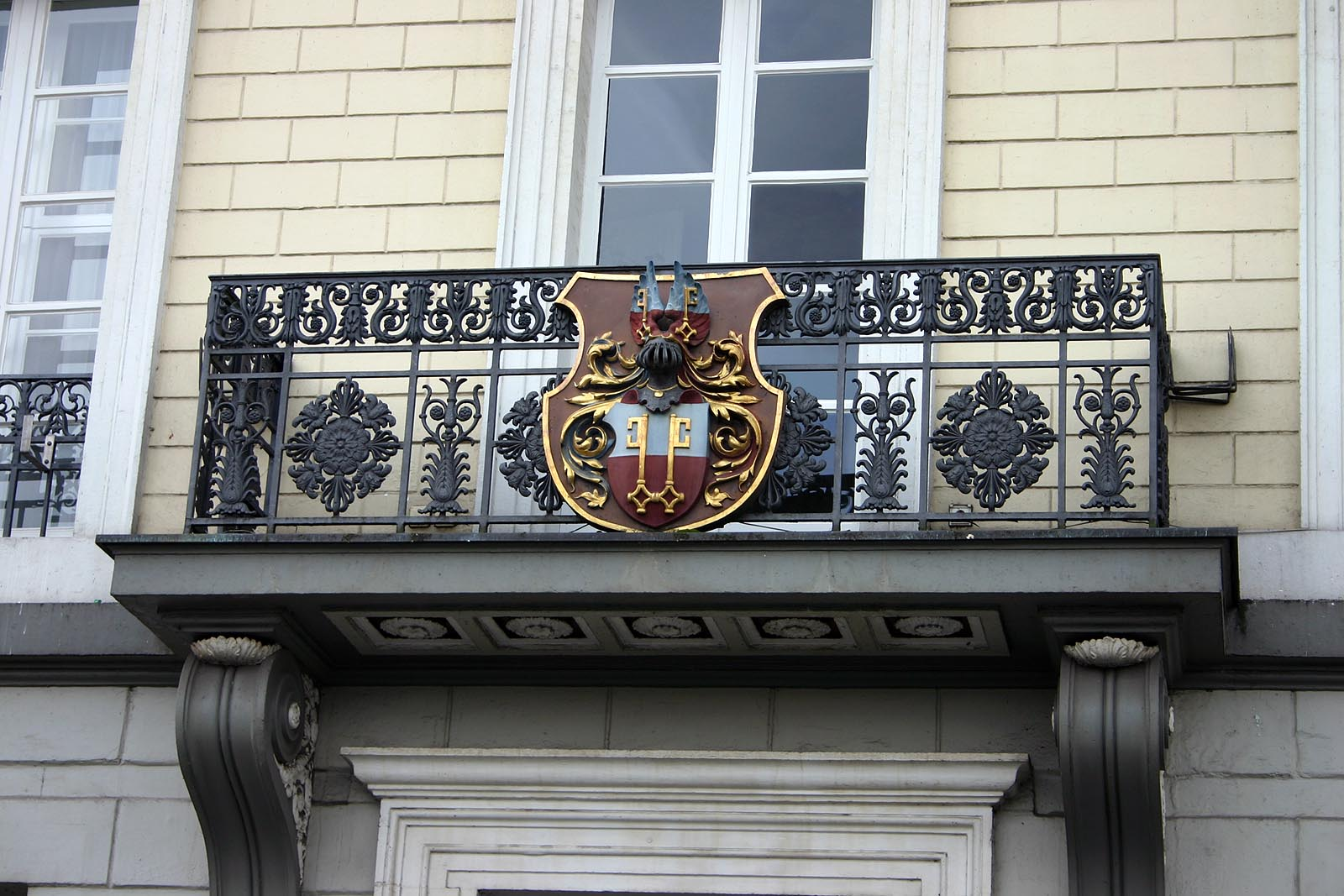
Balkon des Uerdinger Rathauses mit altem Uerdinger Stadtwappen

Blasonierung: „Quergeteilter Schild. Das obere Feld in Blau, das untere Feld in Rot. Darauf nebeneinander zwei goldene Schlüssel (Vierpassreite) mit nach oben zeigenden, abgewandten Bärten“.
Das Wappen ist erstmals im Stadtsiegel von 1314 belegt. Die Schlüssel sind das Attribut des heiligen Petrus, des Schutzpatrons der Stadt. Blau und Rot symbolisieren Himmel und Hölle. Obwohl die beiden Farben nach den Grundsätzen der Heraldik nicht zusammenfallen dürfen, ist das Uerdinger Wappen seit vielen Jahrhunderten farblich so belegt. Die Stadtflagge ist blau und rot.
Das bekannteste und weit sichtbare Wahrzeichen Uerdingens ist die seit 1987 denkmalgeschützte Uerdinger Rheinbrücke von 1936. Sie wird seit den 1980er Jahren nachts angestrahlt. Für Uerdingen stehen auch die Kirche St. Peter mit ihren vier markanten Barocktürmchen, das „Klöske“ – die Kapelle des ehemaligen mittelalterlichen Hospitals Zum heiligen Michael, seit 2003 Vereinslokal der Vereinigung Schlaraffia Crefeldenesis –, und der „Eulenturm“, ein Rest der Stadtbefestigung. Das Wahrzeichen des Uerdinger Westbezirks ist die Buss-Mühle.

## Wirtschaft, Infrastruktur, Verkehr
Uerdingen besteht im Wesentlichen aus seiner Stadtmitte, Nord-Uerdingen (im Volksmund als Braunschweig bezeichnet), Uerdingen-West und den später hinzugekommenen Ortsteilen Hagschinkel und Hohenbudberg.
Das Industriegebiet erstreckt sich überwiegend auf den nördlichen Teil der Rheinstadt (Gewerbegebiet Uerdingen-Nord) und wird dominiert von verschiedenen Chemieunternehmen, die hier Kunststoffe, Farbpigmente und chemische Vorprodukte herstellen. Seit Ende der 1990er Jahre wurden die Unternehmen aus der Bayer AG ausgegliedert und auch an andere Eigner verkauft. Es entstand der Chempark Krefeld-Uerdingen mit zahlreichen Unternehmen auf dem ehemaligen Bayer-Gelände. Betreiber des Chemparks ist die Currenta mit Sitz in Leverkusen. Namhafte Unternehmen im Chempark sind Covestro, Lanxess, Trianel sowie die Currenta-Töchter Tectrion und Chemion. Die Bayer AG hält zwar Anteile an den einzelnen Unternehmen, ist aber namentlich selbst nicht mehr im Chempark vertreten. Im Werk Uerdingen der Lanxess Deutschland GmbH befindet sich die weltgrößte Produktionsstätte von Eisenoxidpigmenten. Die weltweit größte zusammenhängende Produktion von Polycarbonat (Markenname Makrolon) befindet sich bei Covestro (ehemals Bayer Material Science) in Uerdingen, der „Wiege“ dieses Werkstoffes.
Ein weiterer wichtiger Industriezweig ist der Schienenfahrzeugbau. Die 1898 gegründete Waggonfabrik Uerdingen, später Teil der DUEWAG, produziert ebenfalls im nördlichen Gewerbegebiet, früher u. a. den legendären Uerdinger Schienenbus. Heute gehört das Werk der Siemens AG zu den modernsten Schienenfahrzeugproduktionsstätten in Europa. Hier werden Hochgeschwindigkeitszüge für die ganze Welt hergestellt.

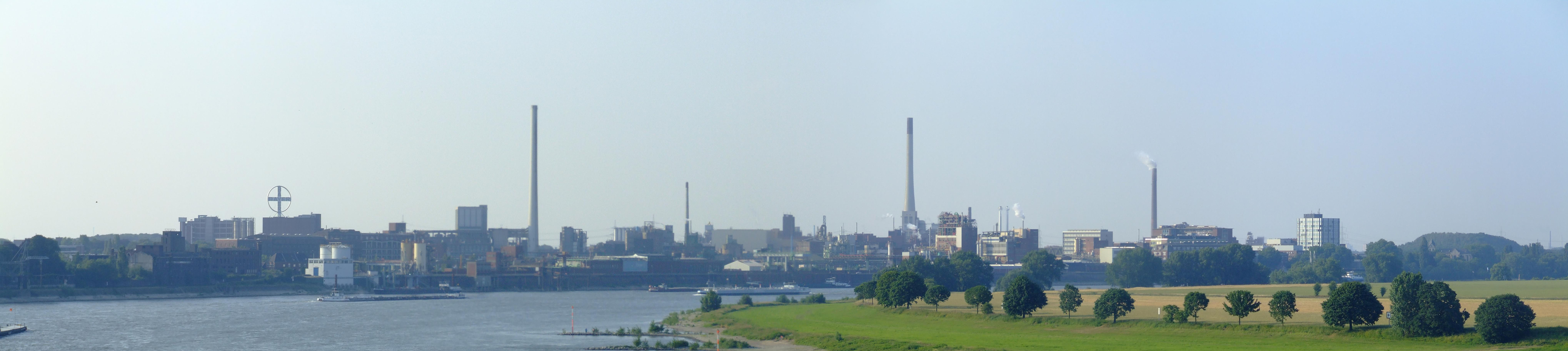
Chempark in Uerdingen – Ansicht von der Uerdinger Rheinbrücke

Am südlichen Teil des Rheinufers produziert und forscht die seit 1886 ansässige Alberdingk Boley GmbH. Das Unternehmen ist weltweit führend in der Entwicklung und Herstellung von wässrigen Kunststoff-Dispersionen, wasserbasierten Polyurethan-Dispersionen und Klebstoff-Dispersionen. In Uerdingen hat die Weinbrennerei Dujardin ihren Stammsitz. Bekannte Erzeugnisse aus diesem Hause sind Dujardin Weinbrand, „Melchers Rat“, „Uerdinger“ und „Dujardin Fine“.

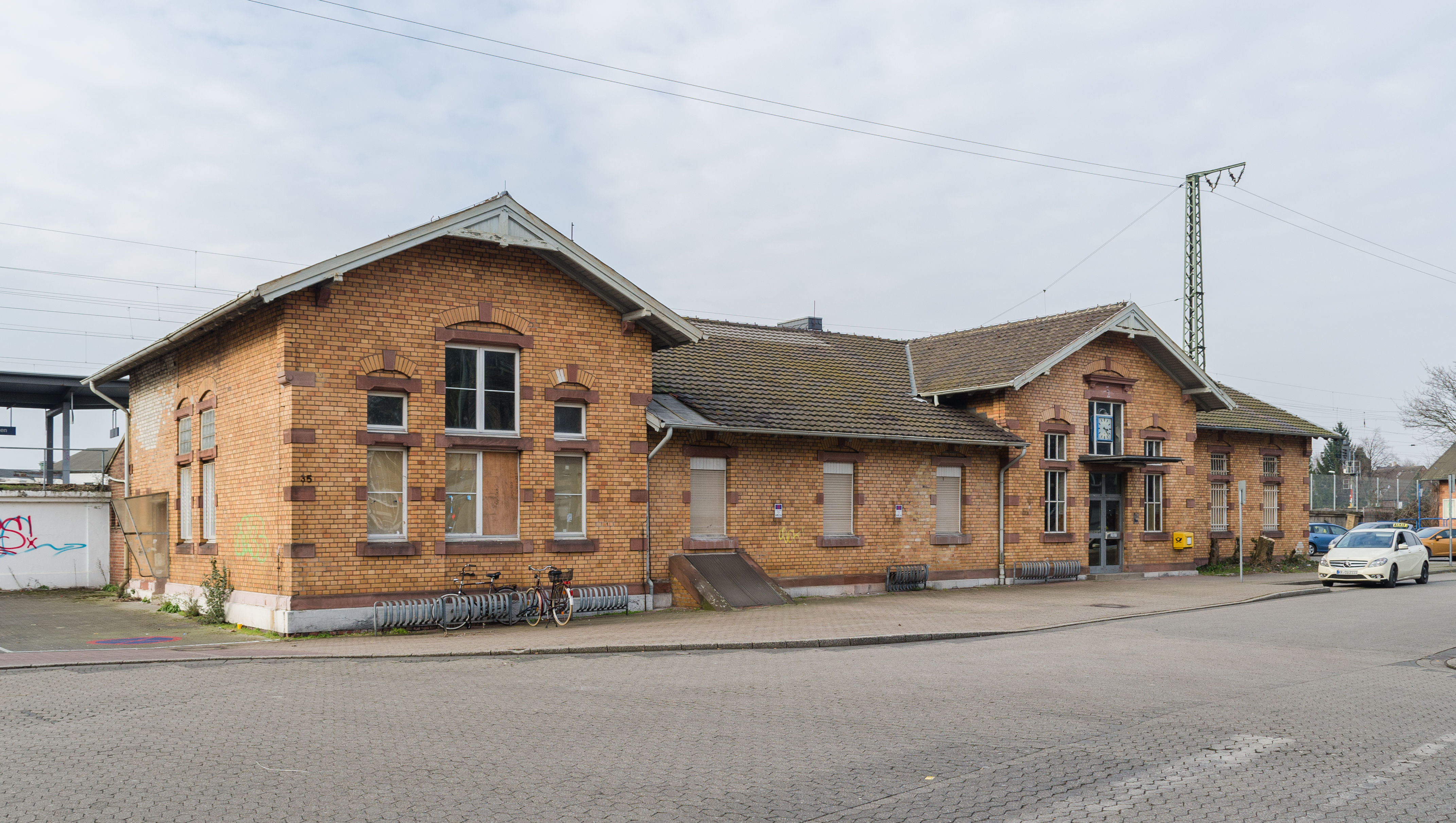
Denkmalgeschütztes Bahnhofsgebäude (2018)

Uerdingen liegt seit jeher verkehrstechnisch günstig an der Wasserstraße Rhein und der alten Römerstraße. Heute führt die BAB 57 durch das Stadtgebiet, ebenso die Bundesstraße 57. Die Rheinbrücke verkürzt den Weg zu rechtsrheinisch gelegenen Städten. Mit der Bahnstrecke Duisburg–Mönchengladbach sind sowohl Niederrhein als auch Ruhrgebiet und Münsterland
vom Bahnhof Krefeld-Uerdingen zu erreichen. Dort verkehrt auch die Linie 043 der Straßenbahn Krefeld.
Die Rheinstadt gilt als Mittelzentrum mit einem Einzugsgebiet von mehr als 50.000 Menschen aus den umliegenden Ortschaften und Krefelder Stadtteilen. Das Uerdinger Zentrum hat eine Fußgängerzone mit Cafés, Bäckereien und Gaststätten. Für Marketing und Festivitäten der Händler ist der Uerdinger Kaufmannsbund e. V. zuständig. Zweimal wöchentlich findet ein Wochenmarkt auf dem Röttgen statt. Uerdingen ist durch das Helios St.-Josefs-Hospital Uerdingen (zuvor Malteser-Krankenhaus St.-Josefs-Hospital) mit etwa 280 Betten (10.500 Behandlungen jährlich), Arztpraxen und Apotheken versorgt. Der Stadtteil hat zwei Senioren- und Pflegeheime.

## Religion

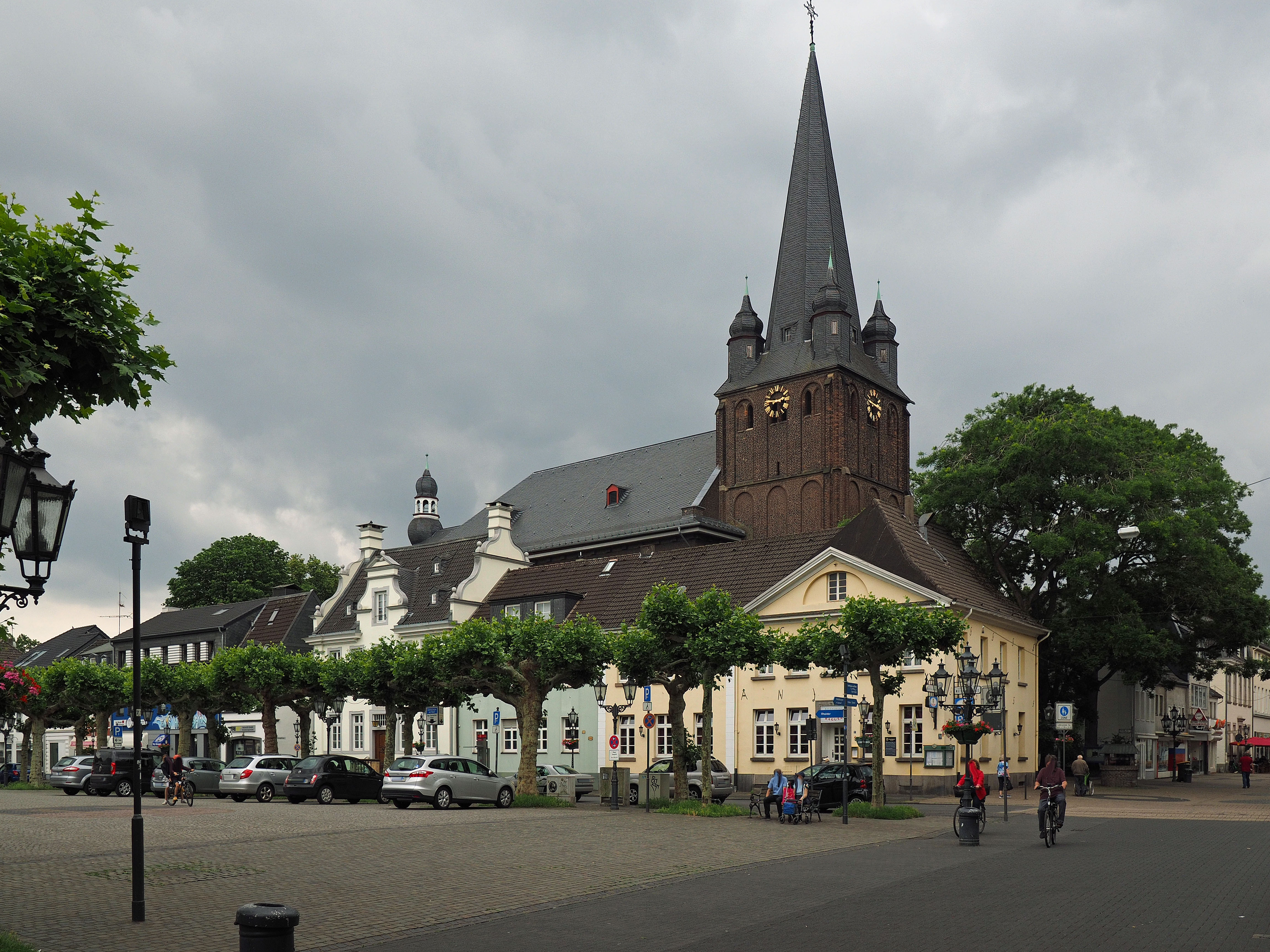
Marktplatz in Uerdingen mit der katholischen Pfarrkirche St. Peter

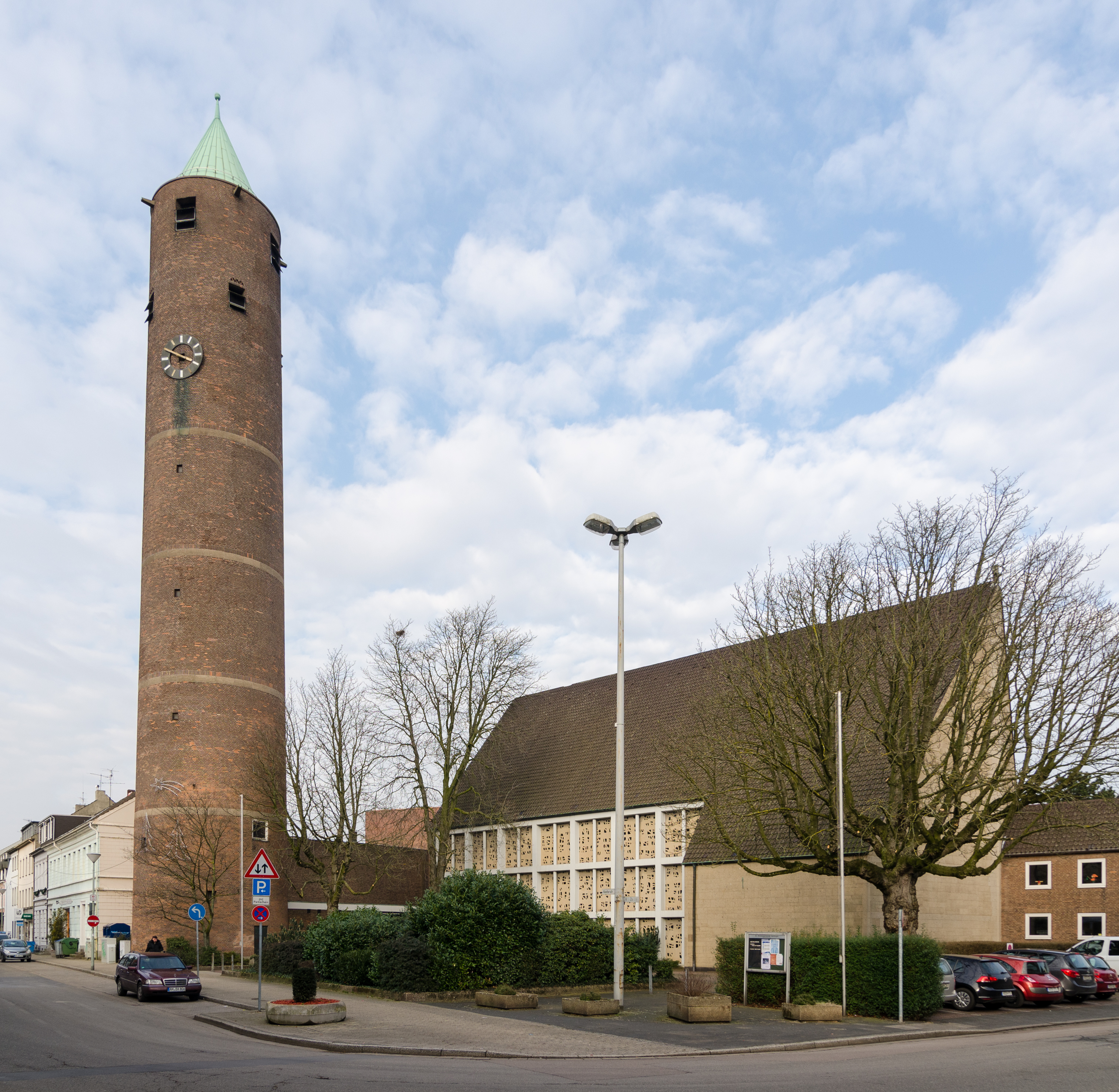
Evangelische Michaelskirche (2018)

Die Bevölkerung Uerdingens ist seit seiner Gründung bis heute mehrheitlich katholisch. Seit Anbeginn gab es eine Kapelle, die bis 1285 von der Mutterpfarrei St. Matthias in Hohenbudberg betreut wurde. Im Jahre 1285 wurde die Kapelle am heutigen Standort vom römisch-katholischen Erzbischof Siegfried von Westerburg zur selbständigen Pfarrei St. Peter erhoben. 1381 bis 1383 wurde sie dann zur dreischiffigen Kirche erweitert. Aus dieser Zeit stammt der über 600 Jahre alte romanisch-gotische Turm. Ein erster Uerdinger Pfarrer ist für 1399 nachgewiesen. Viermal wurde die Kirche seitdem schwer beschädigt: 1463 durch Brand, 1627 durch Sturm, 1799 durch Hochwasser, 1943 durch eine Brandbombe. Anfang des 20. Jahrhunderts wurde aufgrund der starken Ausdehnung der Stadt nach Norden der Bau einer weiteren katholischen Kirche notwendig; nach Entwurf des Frankfurter Architekten Hans Rummel entstand die Kirche St. Heinrich, deren Farbverglasungen der Frankfurter Künstler Otto Linnemann schuf. 1915 wurde sie durch Erzbischof Felix von Hartmann feierlich konsekriert, 1919 wurde ihre Gemeinde zur eigenständigen Pfarrei erhoben. In den 1950er Jahren wurde eine weitere Pfarre im Uerdinger Westen eingerichtet, deren Gotteshaus die Kirche St. Paul ist. 2010 fusionierten die heute zum Bistum Aachen gehörenden Gemeinden des Dekanats Krefeld Ost zur neuen Kirchengemeinde St. Nikolaus. St. Peter in Uerdingen ist Pfarrkirche. Weitere dazugehörige Kirchen sind: St. Heinrich (Uerdingen), St. Paul (Uerdingen), St. Matthias (Hohenbudberg), St. Andreas (Gellep-Stratum), St. Margaretha und St. Mariä Himmelfahrt (Linn) und St. Pius X. (Gartenstadt und Elfrath).
Uerdingen gehörte bis 1803/1815 zum katholischen kurfürstlichen Erzbistum Köln, das Protestanten nur ausnahmsweise duldete. Hier waren vor 1550 reformatorische Einflüsse zu bemerken, die jedoch nach 1580 vollständig zurückgedrängt wurden; für 1576–1579 wurde noch ein protestantischer Pfarrer erwähnt. 1789 erhielt erstmals und allein der Holländer Schiffer Wolter Mauritz als Calvinist (also Protestant) vom Kölner Erzbischof das dauerhafte Niederlassungsrecht. Erst durch die preußische Herrschaft ab 1815 und durch die Industrialisierung wachsender Zuwanderung stieg die Zahl der Protestanten stetig. Am 18. Februar 1846 konnte der erste öffentliche Gottesdienst für die nunmehr 250 evangelischen Mitbürger in einem Betsaal stattfinden. Am 13. März 1848 wurde auf Erlass von König Friedrich Wilhelm IV. die Gemeinde offiziell gegründet, die – bis zur Durchsetzung einer unierten Kirche – calvinistisch geprägt war. 1862 wurde die erste evangelische Kirche an der Niederstraße eingeweiht. Bis 1932 wuchs die Gemeinde auf ca. 3500 Mitglieder. In den Jahren nach dem Krieg wurde die Kirche zu klein. 1961 wurde sie abgerissen und nach den Plänen des bekannten Kirchenarchitekten Heinrich Otto Vogel an gleicher Stelle die heutige Michaelskirche erbaut und 1964 eingeweiht. Ebenso wurde Anfang der 1960er Jahre das evangelische Gemeindezentrum an der Kronenstraße mit Farbverglasungen des Künstlers Georg Meistermann gebaut. Die evangelische Kirchengemeinde erstreckt sich heute über die Ortschaften Uerdingen, Linn, Gellep-Stratum und hat ca. 5500 Mitglieder.
Die ersten Erwähnungen jüdischer Einwohner in Uerdingen gab es im Zusammenhang mit Berichten über ihre Verfolgung und Vernichtung am gesamten Niederrhein von Juni bis August 1349. 1780 wurden in Stadt und Amt Uerdingen sechs jüdische Familien gezählt. Ein jüdisches Bethaus existierte in Uerdingen seit Beginn der 1840er Jahre, als die jüdische Gemeinde mehr als 80 Mitglieder zählte. Zu den Gottesdiensten kamen auch Juden aus Friemersheim. In der Nähe von Linn (im Bruch) besaßen die Uerdinger Juden einen Begräbnisplatz, der auch von Glaubensgenossen aus Osterath, Bockum und Hohenbudberg genutzt wurde. Zu Beginn der 1930er Jahre lebten in Uerdingen ca. 35 jüdische Bürger. Am 10. November 1938 begannen die antijüdischen Ausschreitungen (Novemberpogrome 1938). Da eine Brandstiftung beim Bethaus wegen der baulichen Gegebenheiten nicht möglich war, wurde auf Initiative der NSDAP-Ortsgruppenleitung die Inneneinrichtung des Gebäudes samt den Kultgegenständen leergeräumt, auf dem Uerdinger Marktplatz zu einem Scheiterhaufen aufgetürmt und in Brand gesteckt. Später deckte man das Dach ab und brach die Mauern ab. Auch die wenigen jüdischen Geschäfte und Wohnungen wurden verwüstet. Von 1947 bis 1950 standen neun Männer vor Gericht, die sich wegen des Feuers auf dem Markt zu verantworten hatten.
Eine Neuapostolische Kirche existiert seit 1962.
Aufgrund der zunehmenden Zahl von angeworbenen Gastarbeitern Anfang der 1960er Jahre stieg auch die Zahl der in Uerdingen ansässigen Muslime. Es gibt zwei Moscheen, die Mimar-Sinan-Camii- und die Yasil-Camii-Moschee.

## Baudenkmäler

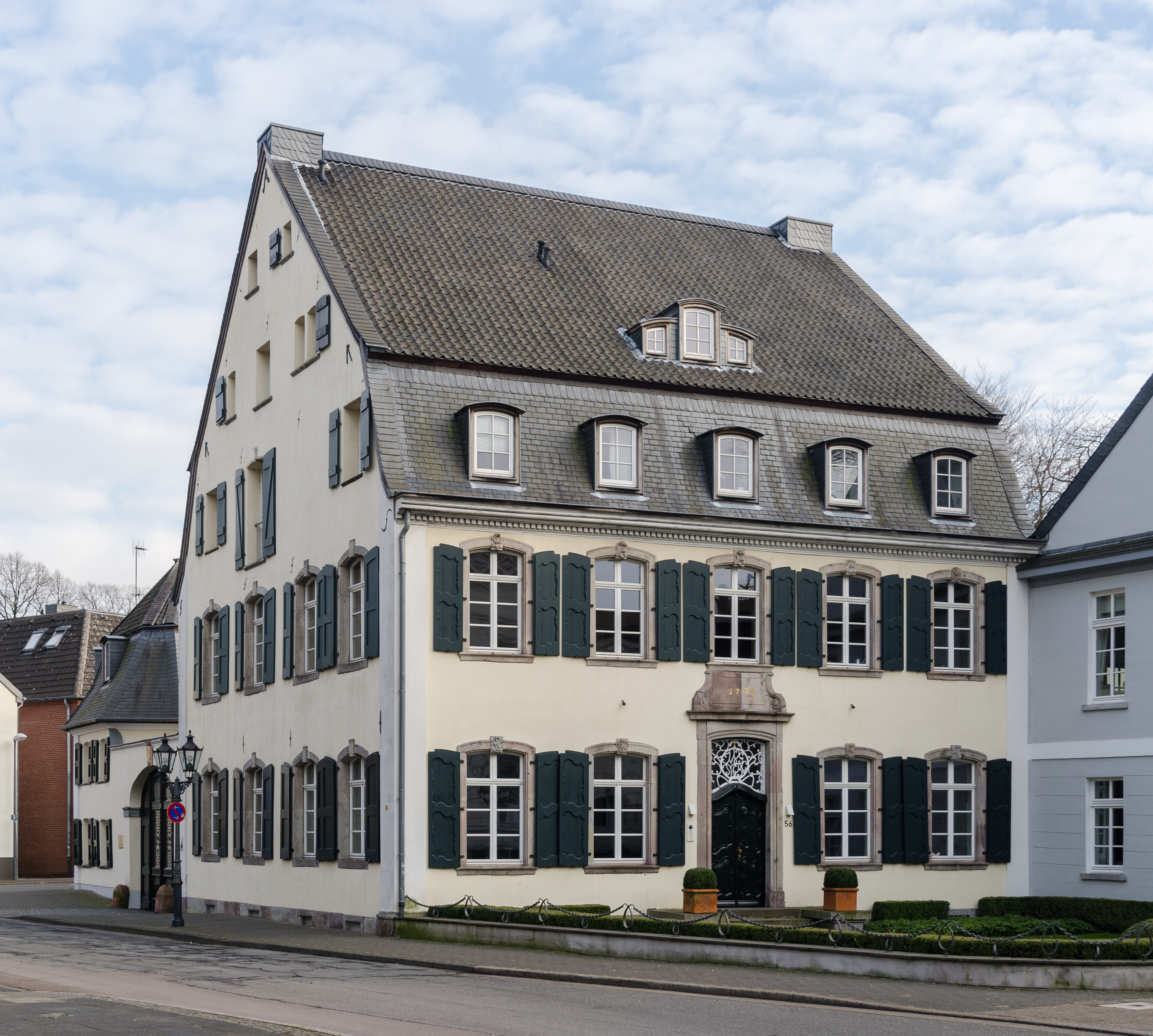
Barockes Herrenhaus Haus Neuhofs

Viele Gebäude sind in die Denkmalliste des Landes Nordrhein-Westfalen aufgenommen wurden. Allein im Bereich der Altstadt und rund um den Marktplatz finden sich rund 70 geschützte Bauten. Sehenswert ist auch die Teer Meer-Siedlung in Nord-Uerdingen, eine geschlossene Arbeitersiedlung aus den 1920er Jahren, die 1994 unter Denkmalschutz gestellt wurde. Zweistöckige Reihenhäuser aus Backstein mit großen Gärten für die Beschäftigten der Chemischen Fabriken, vormals Weiler teer Meer, kennzeichnen die Siedlung. Auftraggeber war Edmund ter Meer. Aus der jüngeren Zeit kommen das Meistermann-Haus und die Uerdinger Rheinbrücke hinzu. In dem seit 1927 zugehörigen Ort Hohenbudberg steht unter anderem die Kirche St. Matthias mit romanischem Turm, der älteste Sakralbau Krefelds, unter Schutz.

## Bildung
Es gibt in Uerdingen drei Grundschulen, eine Gesamtschule und zwei Gymnasien, eine Förderschule und eine Berufsschule.
- Gemeinschaftsgrundschule Joseph-Görres-Straße
- Heinrichschule, Gemeinschaftsgrundschule Körnerstraße
- Katholische Grundschule Traarer Straße bzw. Edith-Stein-Grundschule
- Schule am Uerdinger Rundweg (mit Förderschwerpunkt Lernen)
- Gesamtschule Uerdingen
- Gymnasium am Stadtpark
- Gymnasium Fabritianum
- Berufskolleg Uerdingen

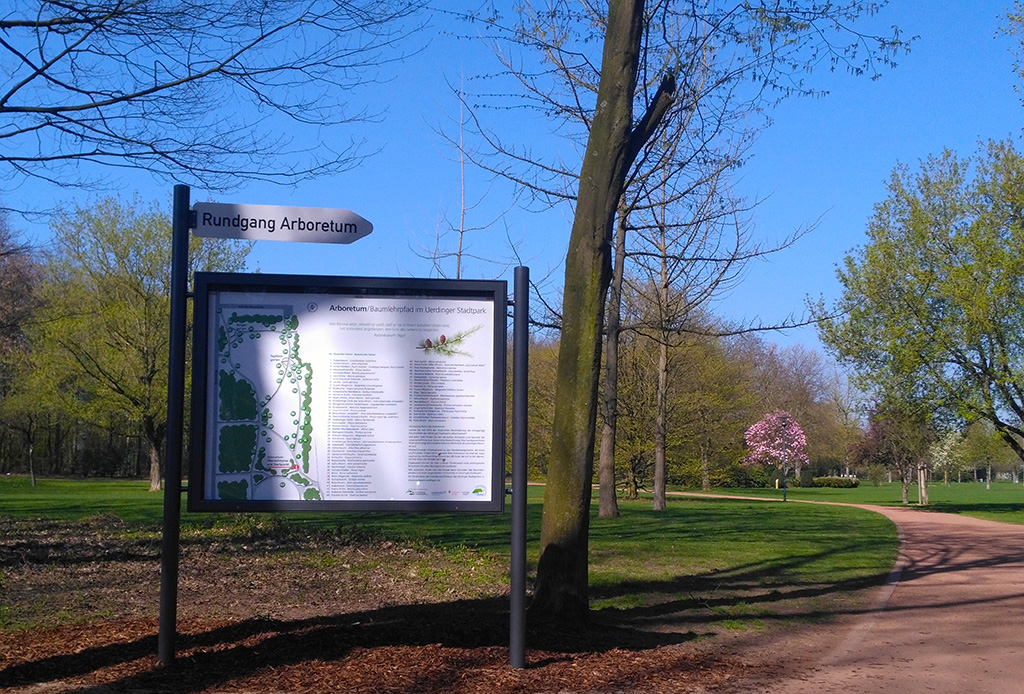
Arboretum im Uerdinger Stadtpark

Zur Umwelt- und Naturbildung trägt das im März 2019 vom Förderverein der Freunde und Förderer des Uerdinger Stadtparks e. V. eröffnete Arboretum, ein Baumlehrpfad, im Uerdinger Stadtpark bei. Es beherbergt ca. 70 Baumarten, davon rund 20 Bäume des Jahres.

## Sport
Die ersten Vereine zur körperlichen Ertüchtigung gründeten sich ab Mitte des 19. Jahrhunderts. Der Turnverein Uerdingen 1875 e. V. ist heute ältester noch bestehender Sportverein. Fünf Vereine betreiben schwerpunktmäßig Ballsport. Am bekanntesten ist der ehemalige Bundesligist KFC Uerdingen 05. Die Heimspielstätte, das Grotenburg-Stadion in Krefeld-Bockum nahe dem Zoo, wird seit 2019 saniert. Dort fanden in Bundesliga-Zeiten 34.500 Zuschauer Platz.
In den 1950er Jahren entschied sich die Bayer AG, durch die Übernahme alteingesessener Vereine und durch Neugründungen das soziale und sportliche Leben zu fördern. Bayer unterstützt dabei den Bau von Sportanlagen und Veranstaltungsräumen (Albert-Olbermann-Haus). Mit über 9500 Mitgliedern ist der SV Bayer Uerdingen 08 einer der größten Schwimmvereine Deutschlands. Als sich die Bayer AG 1995 aus dem Fußballsponsoring zurückzog, wurde der FC Bayer 05 Uerdingen in den Fußballclub KFC Uerdingen 05 und den weiter von Bayer gesponserten SC Bayer 05 Uerdingen mit seinen 15 Sportarten geteilt.
Der Fußballfan-Schlachtruf Berlin, Berlin – wir fahren nach Berlin ist am Karsamstag 1985 von Fans des Bayer 05 Uerdingen nach dem 1:0-Sieg gegen den Zweitligisten 1. FC Saarbrücken im Halbfinale des DFB-Pokals erfunden worden. Das Endspiel fand in jenem Jahr zum ersten Mal seit 1942 wieder im Olympiastadion in Berlin statt. Uerdingen gewann mit 2:1 gegen den FC Bayern München und wurde damit DFB-Pokalsieger 1985.
Als Wunder von der Grotenburg wird das deutsch-deutsche Fußball-Duell gegen Dynamo Dresden im Europapokal der Pokalsieger 1985/86 am 19. März 1986 bezeichnet. Nach einer 0:2-Hinspielniederlage und einem 1:3-Halbzeitstand im Rückspiel zog der FC Bayer 05 Uerdingen 05 im Grotenburg-Stadion noch mit einem 7:3-Sieg in das Halbfinale ein.

### Sportvereine
- TV Uerdingen 1875
- KFC Uerdingen 05
- SC Krefeld 05, ehemals SC Bayer 05 Uerdingen
- Uerdinger Ruderclub 1907
- SSF Aegir Uerdingen 07
- Uerdinger SV 08
- VfB Uerdingen 1910
- TC Blau-Rot Uerdingen, 1926
- Uerdinger Kanu Klub 1931
- Ski-Klub Uerdingen 1955
- Bahnengolfclub Uerdingen, 1969
- SG 1976 Uerdingen
- Sportfreunde Uerdingen 1992

### Bayer-Sportvereine
- Schachclub 1923 Bayer Uerdingen
- Angelsportverein Bayer 1957 Uerdingen
- Segelklub Bayer Uerdingen

## Freizeit

### Karneval
Der rheinische Karneval spielt auch in Uerdingen eine große Rolle. Seit Ende des 18. Jahrhunderts ist der „Oeding’sche Fastelovend“ in der Rheinstadt nachgewiesen, wobei sich die Aktivitäten bis Mitte des 19. Jahrhunderts überwiegend auf die häuslichen Räumlichkeiten beschränkten. Erst danach entwickelte sich der Straßenkarneval, bei dem kostümierte und maskierte Gruppen umherzogen. Bereits 1837 zog ein erster bescheidener Karnevalsumzug von Linn nach Uerdingen. Der erste nachgewiesene Rosenmontagszug in Uerdingen selbst fand 1860 statt. Danach fanden die Karnevalsumzüge in unregelmäßigen zeitlichen Abständen statt. Für den Rosenmontag 1895 ist ein Karnevalsumzug mit Wägen einer großen Anzahl von Gesellschaften und einem „Prinz Carneval und seinen Getreuen“ belegt. Seit 1936 wird er, nun am Sonntag vor Rosenmontag, unter der Organisation des dafür gegründeten Karnevalszug-Vereins durchgeführt. Seit 1936 hat die Rheinstadt einen namentlich bekannten Karnevalsprinzen, ab 1937 mit Prinzessin. Die erste Karnevalsgesellschaft Närrische Rheinbrücke wurde 1860 gegründet. 1870 kam als zweite Gesellschaft Der närrische Reichstag hinzu. Im Jahr 1890 bestanden bereits zehn Karnevalsgesellschaften, von denen viele nach kurzer Zeit wieder verschwanden. Lediglich die Uerdinger Narrenzunft von 1896 führte bis zum Beginn des Ersten Weltkrieges 1914 jährlich ihre Sitzungen durch, löste sich aber in Folge der Kriegswirren und Besatzung auf. Nach dem Ersten Weltkrieg wurden zahlreiche Karnevalsgesellschaften gegründet, von denen heute noch ein großer Teil besteht. Unter dem Motto „Verröckt wie früher“ fand 1950 der erste Zug nach dem Krieg statt. Auch nach dem Zweiten Weltkrieg gründeten sich einige neue Gesellschaften. Bis heute wird das Brauchtum von den lokalen Vereinen gepflegt und damit das deutsche Kulturerbe in seiner niederrheinischen Variante erhalten. Dazu werden von den Karnevalsvereinen unterjährig vielfache Möglichkeiten zur Gestaltung der Freizeit angeboten.
Heute bestehende Karnevalsvereine und Gruppen:
- K.G. Braunschweiger Narrenzunft 1924, BNZ, Ursprung in Nord-Uerdingen (Braunschweig) stellt die Begleitgarde des Prinzen
- K.G. Eulenturm 1932 (Neugründung 1993), Ursprung in Uerdingen-Stadtmitte, stellt die historische Figur des Hoppeditzes
- Karnevalszug-Verein Uerdingen 1936, KZV, u. a. Organisation des Karnevalszuges
- K.G. Op de Höh 1952, Ursprung in Uerdingen-West (Ratsveedel), stellt die Begleitgarde des Prinzen
- Uerdinger Bürgerwehr 1962, Begleitgarde der Uerdinger Prinzessin
- Vereinigung Uerdinger Minister im Karneval (VUMiK, 1976), Vereinigung ehemaliger Karnevalsminister Uerdingens
- Zusammengewürfelte Narren (ZGN, 2010), ursprünglich Gründung selbständiger Handwerker
- Vereinigung der Ex-Prinzessinnen, Vereinigung der ehemaligen Prinzessinnen von Uerdingen
- Vereinigung „Abendrot“ der Ex-Prinzen, Vereinigung der ehemaligen Prinzen von Uerdingen

### Freizeitangebote
Es gibt in Uerdingen das Tambour- und Fanfarenkorps Spielfreunde Uerdingen 1927 e. V. sowie den Uerdinger Männergesangsverein (MGV 1848).
Der Uerdinger Heimatbund e. V. nimmt sich seit seiner Gründung im Jahre 1929 der Heimatforschung und Brauchtumspflege an. Er unterhält das Heimatmuseum Zum Bügeleisen und besitzt viele historische Quellen und Exponate zur Uerdinger Stadtgeschichte. Es finden regelmäßig von ihm organisierte Stadtrundgänge durch das historische Uerdingen statt.

### Naherholungsgebiete
- Uerdinger Stadtpark
- Elfrather See
- Rheinpromenade sowie das gegenüberliegende Rheinufer bei Mündelheim
- Rheinaue von Hohenbudberg bis Friemersheim

### Stadtbad Uerdingen
Das 1907 eröffnete Hallenbad bietet Schwimmern drei Bahnen mit 16,7 Meter Länge. Das Schwimmbad ist weitgehend im Jugendstil erhalten und versetzt die Besucher in die Kaiserzeit. Die Wassertemperatur beträgt normalerweise 28 °C. Darüber hinaus gibt es Warmbadetage.

### Fahrten ab Rhein Steiger
Regelmäßig und als Sonderfahrten wurden Tagesausflüge und Mehrtagesreisen u. a. durch die Reederei Eureka und die Weiße Flotte Mülheim durchgeführt.

### Veranstaltungen
- Karneval: Karnevalsveranstaltungen im großen Zelt am Markt, Großer Sonntagszug
- Ostern: traditionelles Eierkeppen (Ostereiertitschen), Vorplatz der Michaelskirche
- Juni/Juli: Rheinstadtfest Oeding Open, Uerdinger Highlandgames
- Juli: traditionelle Pantaleons-Kirmes (seit 200 Jahren) mit großem Abschlussfeuerwerk
- September: Herbstfest in der Uerdinger City
- November: Zinter Mätes, Martinsumzüge, Martinsmarkt
- November: Karnevalserwachen im Festzelt auf dem Marktplatz
- Dezember: traditioneller Besuch des Sinterklaas aus Venlo (NL) beim Weihnachtsmarkt

## Kulinarische Spezialität
Oedingsche Puplöckskes sind eine traditionelle Spezialität aus Uerdingen, die es seit etwa Mitte des 19. Jahrhunderts dort auch in den Bäckereien gab. Zu besonderen Anlässen wie Weihnachten, Silvester und Karneval wurde das Feingebäck von den Einheimischen gekauft. Außerdem war es jederzeit bei Rheintouristen als süßes Andenken „ut Oeding an de Rhien“ (aus Uerdingen am Rhein) sehr beliebt. Oedingsche Puplöckskes sind ein kleines ringförmiges Brezelgebäck nach rheinischer Art, das üblicherweise an „een Koht“ also auf einem Band/Kordel verkauft wurde. Es ist vergleichbar mit den osteuropäischen Bubliki und hat dort möglicherweise seinen Ursprung. Seit Ende der 1950er Jahre ist die lokale Spezialität langsam in Vergessenheit geraten, wird aber in der heimischen Küche noch zubereitet.

## Hilfsorganisationen
- DLRG Ortsgruppe Uerdingen 1927 e. V.
- DRK Ortsverband Uerdingen im KV Krefeld
- Freiwillige Feuerwehr Löschzug Uerdingen
- Bürgerverein Uerdingen am Rhein e. V.

## Mediale Rezeption
- Der Düsseldorfer Schriftsteller Heinrich Spoerl hat sich von der Kleinstadt Uerdingen als Handlungsort für seinen erfolgreichen Roman Die Feuerzangenbowle inspirieren lassen. So sind das Fabritianum und das Kaiser-Friedrich-Denkmal in dem Buch beschrieben. Heinrich Spoerl hatte in Uerdingen  sein Referendariat abgeleistet.[52]
- Der Fernsehfilm Teufelsbraten von Hermine Huntgeburth von 2007 spielt in einem fiktiven Dorf am Niederrhein. Viele Außenaufnahmen wurden in Uerdingen gemacht.
- Im Film Das Wunder von Bern stammen einige Aufnahmen aus der Weinbrennerei Dujardin.
- Mit Die gestohlene Stadt von Jürgen Matz und Sarah Rubal erschien 2020 als Selbstveröffentlichung ein „historischer Tatsachenroman“.[53]

## Persönlichkeiten

### Bürgermeister/Bezirksbürgermeister
- Heinrich Theißen (* 25. September 1857; † 5. Oktober 1945)
- Wilhelm Warsch (* 6. Dezember 1895; † 27. Dezember 1969)
- Friedrich Aldehoff (* 22. Januar 1868; † 7. November 1951)
- Adolf Dembach (* 3. September 1894; † 14. Oktober 1982)
- Grete Schmitz (* 10. Dezember 1906; † 20. April 1975)
- Kurt Groten (* 7. März 1919; † 31. August 1987)
- Werner Blaumeiser (* 5. Januar 1934; † 5. Februar 2000)
- Heinz Strater (* 1926; † 29. Dezember 2010)
- Elmar Jakubowski (* 14. November 1941)
- Jürgen Hengst (* 8. Dezember 1950)

### Söhne und Töchter der Stadt
- Laurentius Fabritius (* 1535; † 22. Juli 1600), Weihbischof von Köln, im Dom beigesetzt
- Hermann Josef Jäger (* 22. September 1792; † 3. November 1848), Kreisphysikus, Archäologe, Museumsgründer Neuss
- Ludwig Holthausen (* 1807; † 1890), Maler, Gemälderestaurator
- Anton Traut (* 31. August 1811; † 10. Juni 1880), Dorfschullehrer in Traar, Mundartdichter, Heimat- und Naturforscher
- Richard Flatters (* 1822; † 1876), Porträt- und Genremaler
- Heinrich Mauritz (* 12. Mai 1832; † 4. April 1894), Unternehmer, Politiker
- Narcisse Leven (* 15. Oktober 1833; † 6. Januar 1915), französischer Jurist, Politiker
- Augusto Berns (* 1842; † nach 1888), Ingenieur und Unternehmer, Entdecker der Inkastadt Machu Picchu
- Joseph Still (* 25. Mai 1849; † 1907), amerikanischer Pfarrer in Quincy, Illinois, Architekt der Church of St. John
- Carl Wünnenberg (* 10. November 1850; † 11. Februar 1929), Maler, Künstler
- Hugo Grüters (* 8. Oktober 1851; † 19. August 1928), Dirigent, Geiger und Komponist
- Heinrich Theißen (* 25. September 1857; † 5. Oktober 1945), Kaufmann, Beigeordneter
- Carl Hubert Cremer (* 1858; † 27. Februar 1938), bedeutender Reiseexportunternehmer und Vogelzüchter, Konsul in den Niederlanden
- Ernst Meumann (* 29. August 1862; † 26. April 1915), Experimentalpsychologe, Begründer der pädagogischen Psychologie
- Max Cremer (* 11. März 1865; † 22. Mai 1935), Physiologe, Entdecker der Glaselektrode
- Otto Mauritz (* 3. April 1872; † 18. März 1950), Ingenieur, Rittergutsbesitzer und Industrieller
- Friedrich Wolters (* 2. September 1876; † 14. April 1930), Historiker, Lyriker, Übersetzer
- Margarethe Hahn-Böing (* 17. Januar 1877; † 1. Juli 1956), Schriftstellerin
- Wilhelm Braun (* 7. Oktober 1880; † 2. Mai 1945), Künstler, Bildhauer
- Franz Wilhelm Jerusalem (* 21. Juni 1883; † 29. August 1970), Soziologe, Rechtswissenschaftler
- Fritz ter Meer (* 4. Juli 1884; † 21. Oktober 1967), Chemiker, IG Farben-Vorstand, NS-Kriegsverbrecher
- Andreas Otto Kickers (* 3. Dezember 1888; † 13. März 1942), rheinischer Mundartdichter, Texter, Komponist, Bühnenautor
- Hans Gustav Röhr (* 10. Februar 1895; † 10. August 1937), Konstrukteur, Automobilhersteller
- Adolf Dubielzig (* 17. Mai 1896; † 5. April 1965), Pfarrvikar in Sönnern, Werl, Mitbegründer SC 1947 Sönnern
- Fritz Schupp (* 22. Dezember 1896; † 1. August 1974), Architekt
- Carl Arnold Willemsen (* 29. März 1902; † 10. August 1986), Historiker
- Hermann Speelmans (* 14. August 1902; † 9. Februar 1960), Schauspieler, Hörspielsprecher
- Heinrich Melcher (* 15. September 1906; † 23. August 1974), Kommunalpolitiker, Stadtrat, Industrieller
- Erna Suhrborg (1910–1995), geb. Weidlich, Malerin, Künstlerin
- Heinrich Kipp (* 22. Mai 1910; † 1993), Professor für Völkerrecht und Rechtsphilosophie, Universität Innsbruck
- Heinz Maus (* 21. März 1911; † 8. September 1978), Professor für Soziologie
- Werner Ross (* 27. Januar 1912; † 16. Juli 2002), Schriftsteller, Literaturwissenschaftler
- Adolf Luther (* 25. April 1912; † 20. September 1990), Jurist, Künstler, Bildhauer
- Hans Verbeek (* 6. Dezember 1917; † 13. Dezember 1966), Jurist, Politiker, Oberkreisdirektor Euskirchen
- Karl Engels (* 7. November 1921; † 30. März 2014), Heimatforscher, Politiker, Träger des Bundesverdienstkreuzes
- Gert Lothar Haberland (* 15. Juni 1928; † 29. September 2014), Direktor der Bayer AG, Professor medizinisch-pharmakologische Fakultät an der Uni Bonn
- Rolf Möller (* 21. August 1932; † 6. Januar 2015), Grafiker, Landschaftsmaler
- Hans Stemes (* 2. Juni 1933; † 24. Januar 2013), Pfarrer in Würselen (Morsbach)
- Rudolf Halin (* 3. Februar 1934; † 7. November 2014), Mathematiker und Hochschullehrer in Köln
- Inge von Bönninghausen (* 20. September 1938) Journalistin und Feministin
- Sigi Busch (* 29. Oktober 1943), Jazzmusiker (Kontrabass) und Hochschullehrer
- Peter Terrid (* 15. Januar 1949; † 1. Dezember 1998), Science-Fiction-Schriftsteller (Perry Rhodan)
- Emil Merks (* 19. Juli 1950), Radsportler
- Peter Klüfers (* 18. April 1951), Hochschullehrer und Chemiker
- Norbert Walter-Borjans (* 17. September 1952), Politiker, Bundesvorsitzender der SPD (zusammen mit Saskia Esken), ehemaliger Finanzminister von Nordrhein-Westfalen
- Fritz Vorholz (* 1953), Journalist, Redakteur Die Zeit
- Michael van de Loo (* 1. Juni 1957), Fußballspieler
- Eberhard Bons (* 1958), römisch-katholischer Theologe
- Bernd Liffers (* 26. Februar 1958), Kirchenmusiker und Organist
- Karl-Heinz Leven (* 14. April 1959), Medizinhistoriker
- Gregor Kathstede (* 15. August 1963), Politiker, Oberbürgermeister d. Stadt Krefeld a. D.
- Otto Fricke (* 21. November 1965), Rechtsanwalt, Politiker
- Bernhard Hennen (* 1966), Autor von Fantasy-Literatur und historischen Erzählungen
- Christof Kreutzer (* 26. Mai 1967), Eishockeyspieler, Trainer
- Thorsten Sleegers (* 13. Dezember 1968), RTL-Reporter, Moderator, Sprecher
- Christian Röhl (* 28. Juni 1969), Jurist, Richter am Bundesgerichtshof
- Markus Ehrhardt (* 14. Oktober 1977), kath. Religionspädagoge, Buchautor und Liedermacher
- Stefan Maria Schneider (* 28. Dezember 1980), Filmkomponist, Musiker und Produzent
- Monika Kruszona (* 4. August 1985), Wasserball-Nationalspielerin
- Sebastian Staudt (* 29. April 1988), Eishockeytorwart in der DEL
- Julia Sontag (* 5. Juli 1988), Theater- und Fernsehschauspielerin
- Bianca Ahrens (* 9. Januar 1991), Nationalspielerin Wasserball, Torhüterin
- Philip Hindes (* 22. September 1992), Bahnradsportler, Olympiasieger im Teamsprint
- Anna Pauline Saßerath (* 19. August 1998), Triathletin, U23-Vizeweltmeisterin im Crosstriathlon

### Mit Uerdingen verbundene Persönlichkeiten
- Johann von Viermund (* 1542; † 1576), Amtmann und Erbvogt zu Uerdingen
- Hans Albrecht von Barfus (* 1635; † 27. Dezember 1704), brandenburg-preußischer Generalfeldmarschall
- Karl Nücker (* 14. Januar 1807; † 1896), Richter und Parlamentarier
- Edmund ter Meer (* 31. Juli 1852; † 5. November 1931), Chemiker, Unternehmensgründer
- Wilhelm Warsch (* 6. Dezember 1895; † 27. Dezember 1969), Bürgermeister, Regierungspräsident, Mitbegründer der CDU
- Jan Bontjes van Beek (* 18. Januar 1899; † 5. September 1969), Keramiker, Bildhauer und Tänzer
- Hermann Schnell (* 8. September 1916; † 7. September 1999), Chemiker, Erfinder des Makrolons
- Johannes Cremerius (* 16. Mai 1918; † 15. März 2002), Psychiater und Psychoanalytiker
- Klaus Quinkert (* 5. Dezember 1930; † 11. Februar 2018), Fußballtrainer
- Reinhard Feinendegen (* 2. Juni 1932; † 5. April 2012), Heimatforscher
- Karl-Heinz Feldkamp (* 2. Juni 1934), Fußballtrainer
- Friedhelm Funkel (* 10. Dezember 1953), Fußballspieler und -trainer
- Jürgen Hingsen (* 25. Januar 1958), Zehnkämpfer
- Ingo Lenßen (* 2. Januar 1961), Jurist, FA für Strafrecht, Fernsehschauspieler
- Tom Barcal (* 16. Juni 1964), Schauspieler
- Matthias Herget (* 14. November 1955), Fußballspieler
- Anne Poleska (* 20. Februar 1980), Schwimmerin